# 개신교의 역사
개신교는 16세기 종교 개혁에서 비롯되었다. 개신교라는 용어는 1529년 슈파이어 의회에서의 항의에서 유래했는데, 이 시기 귀족들은 루터교회 지지자들의 모든 재산을 몰수하게 한 보름스 칙령의 시행에 항의했다. 그러나 신학적 기반은 훨씬 더 거슬러 올라가는데, 당시 개신교 신학자들은 자신들의 선택과 주장을 정당화하기 위해 교부들과 사도들을 인용했다. 개신교의 가장 초기 기원은 논란의 여지가 있는데, 오늘날 일부 개신교도들은 요비니아누스와 비질란티우스와 같이 초기 교회에서 이단으로 간주되었던 인물들에게서 기원을 찾기도 한다.
16세기 이후 개신교에 영향을 미친 주요 요인으로는 특히 프랑스, 스페인, 이탈리아에서 성공적으로 개신교에 대항했던 가톨릭의 반종교개혁이 있다. 그 후 신앙고백주의 시대가 도래했고, 이어서 이성, 경건주의, 그리고 대각성 운동이 나타났다. 오늘날의 주요 운동으로는 복음주의, 주류 교단, 그리고 오순절주의가 있다.

## 개요
초기 종교 개혁가 중 한 명은 14세기 영국의 신학자이자 개혁의 초기 주창자인 존 위클리프였다. 그의 추종자들인 롤라드는 잉글랜드 전역으로 퍼져나갔지만, 곧 로마 가톨릭교회의 지도자들과 정부 관리들 모두에게 박해를 받았다. 위클리프는 프라하 출신의 체코 사제인 얀 후스에게 영향을 미쳤다. 후스가 이단으로 화형당한 후, 그의 추종자들은 보헤미아 왕국을 장악했으며, 나중에는 실레시아와 모라바로 퍼져나갔다. 그의 추종자들 중 일부는 후스 전쟁을 벌였고, 양형영성체파는 결국 교황이 지지하는 군대를 물리쳤다.
위클리프와 후스 모두 면벌부에 반대하는 설교를 했다. 후스는 자신의 교회 문에 비판하는 내용이 담긴 여섯 가지 오류를 붙였는데, 여기서 성직자들의 부패를 비판하고 훗날 루터의 종교 개혁의 핵심이 된 다른 주제들을 다루었다. 백산 전투 이후, 박해받던 후스파는 모라비아 형제회 (그리고 그 국제 지부인 모라비아 형제회)와 같은 작은 교회들을 세웠다.
이러한 초기 개혁가들은 독일의 수도사이자 종교 개혁을 전파한 마르틴 루터에게 영향을 미쳤다. 원래 루터는 로마 가톨릭교회를 분열시키기보다는 개혁하고자 했다. 독일의 종교 개혁은 초기 보헤미아 왕관령의 후스파처럼 빠르게 다양화되었고, 루터와는 독립적으로 다른 개혁 충동이 발생했다. 요하네스 구텐베르크의 인쇄기 확산은 종교 자료가 현지 언어로 빠르게 전파될 수 있는 수단을 제공했다. 선배들과 유사하게, 마르틴 루터는 1517년에 면벌부 판매에 대한 95개조 반박문을 작성했다. 곧, 개혁 전통은 1519년 울리히 츠빙글리의 지도 아래 스위스에서 시작되었다. 종교 개혁은 유럽 대부분 지역의 신학자들이 참여하는 큰 논쟁으로 발전했다. 헨리 8세의 통치 아래 잉글랜드 국교회가 로마에서 정치적으로 분리되면서 잉글랜드도 이 운동에 합류하게 되었다. 장 칼뱅의 저작과 글은 스위스, 스코틀랜드, 네덜란드, 헝가리, 독일 등지에서 여러 집단들 사이에 느슨한 합의를 확립하는 데 기여했다. 개혁 전통 내의 칼뱅주의는 대륙 개혁교회, 장로교, 회중 교회 및 청교도를 포함한 다양한 잉글랜드 비국교도와 같은 특정 하위 그룹으로 분리되었다. 종교 개혁 시기에 등장한 다른 중요한 운동으로는 재세례파, 아르미니우스주의, 침례교 운동, 유니테리언주의가 있다.
1521년 교황 칙서 로마 교황은 마땅히로 루터를 파문한 후, 교회 지도자들은 신성 로마 제국과 함께 1521년 보름스 칙령에서 루터의 추종자들을 정죄했다. 이것이 반종교개혁의 시작이었다. 루터교회 신자들이 1530년 아우크스부르크 신앙고백을 발표하자, 가톨릭교회는 아우크스부르크 신앙고백 반박문으로 대응했다. 루터교회 신자들은 뉘른베르크 종교 평화로 신앙에 대한 잠정적 관용을 얻었는데, 이 기간 동안 개혁가 필리프 멜란히톤은 1537년 아우크스부르크 신앙고백 해설로 다시 대응했다. 비록 카를 5세에 의해 거부되었지만, 가톨릭 측에서는 이에 대한 문서가 작성되지 않았고, 루터는 자신의 입장이 임박한 공의회에서 왜곡되지 않기를 바라는 마음으로 1537년 슈말칼트 신조를 독일 귀족들에게 제출했다. 1545년부터 1563년까지 로마 가톨릭 관리들은 트리엔트 공의회에 모였고, 일부 개신교도들도 참여했지만 투표권은 없었다. 이 공의회에 대한 루터교회의 응답은 마르틴 켐니츠에게서 나왔는데, 그는 1565년부터 1573년까지 트리엔트 공의회 시험을 출판했다. 그를 반박하기 위해 디오고 데 파이바 데 안드라다는 트리엔트 신앙 변호를 썼는데, 이는 상당히 짧았고 1578년에 사후 출판되었다. 루터교회 신자들은 이 작품에 대해 전혀 응답하지 않았다. 예수회는 종교 개혁을 막기 위해 트리엔트 공의회 시기에 설립되었고, 합스부르크 군주국과 같은 강력한 군주들도 반종교개혁에 헌신했다. 많은 개신교도들은 합스부르크의 통치 아래에서 비밀 개신교도가 되었다.
이 종교적 격변의 과정에서 1524년에서 1525년에 걸쳐 독일 농민전쟁이 바이에른주, 튀링겐주, 슈바벤을 휩쓸었다. 뉘른베르크 종교 평화는 1546년 슈말칼덴 전쟁이 시작되면서 깨졌다. 그들의 패배는 아우크스부르크 가통합 기간 동안 반종교개혁 조치가 부과되는 결과를 낳았는데, 이는 그들을 로마 가톨릭교회에 더 가깝게 만들려 했으나, 1555년 아우크스부르크 화의 조항으로 군주들이 자신의 영지의 종교를 (라틴어: Cuius regio, eius religio) 가톨릭 또는 루터교로 선택할 수 있게 함으로써 이를 종식시켰다. 신성 로마 제국의 국가들의 신앙적 분열은 결국 1618년에서 1648년의 30년 전쟁으로 폭발하여 집합체를 심각하게 약화시켰다. 프랑스는 위그노 전쟁을 겪었다. 네덜란드인은 네덜란드 독립 전쟁에서 반란을 일으켰다. 세 왕국 전쟁은 브리튼 제도에 영향을 미쳤다.
유럽 대륙의 반종교개혁은 19세기까지 계속되었지만, 더 나아가 개신교 개혁에 헌신하는 청교도 당의 성장은 엘리자베스 시대를 양극화시켰고, 1640년대의 잉글랜드 내전이 되어서야 잉글랜드는 이웃 국가들이 수세대 전에 겪었던 것과 유사한 종교적 갈등을 겪었다. 비국교도 개신교도들과 유럽 대륙에서 온 개신교 난민들은 미국의 주요 설립자들이었다. 17세기 중반, 경건주의는 루터교회에 중요한 영향을 미치게 되었다.
대각성 (운동)은 1730년대부터 19세기 중반까지 미국 종교사에서 급격하고 극적인 종교적 부흥을 겪었던 시기이다. 그 결과, 수많은 다양한 개신교 교단이 출현했다. 제1차 대각성 운동에서는 존 웨슬리가 감리교회를 설립했으며, 이는 다시 복음주의를 촉발했다. 제2차 대각성 운동은 재림주의, 성결 운동, 플리머스 형제단과 함께 다른 교단들을 탄생시켰다. 구세군은 제3차 대각성 운동 기간에 설립되었다. 일부 학자들은 제4차 대각성 운동이 20세기 후반에 일어났다고 주장한다. 계몽시대 동안 모더니즘 및 자유주의 경향은 주류 개신교를 형성했다.
20세기에는 오순절주의, 은사 운동, 신은사 운동, 무교회주의, 가정 교회, 신정통주의, 고전정통주의, 수많은 기독교 근본주의, 복음주의, 독립, 그리고 주로 미국과 개발도상국에서 나타난 다른 집단들로 인해 개신교는 점점 더 파편화되었다. 특히 미국 개신교는 이 현상의 영향을 받아 주류와 보수주의 양측 모두 영향을 받았다. 1980년대부터 급격한 파편화는 서구 사회의 전반적인 세속화와 동반되었다. 이러한 모든 운동들이 유럽으로 제한적으로 확산되었지만, 유럽의 개신교 발전은 세속화에 더 지배되어 점점 더 탈기독교 시대의 유럽으로 이어졌다.
21세기에도 개신교는 분열을 계속하는 동시에, 주로 성장하는 복음주의 개신교와 오순절주의 운동 덕분에 전 세계적으로 확장되고 있다.

## 역사 지도

### 유럽

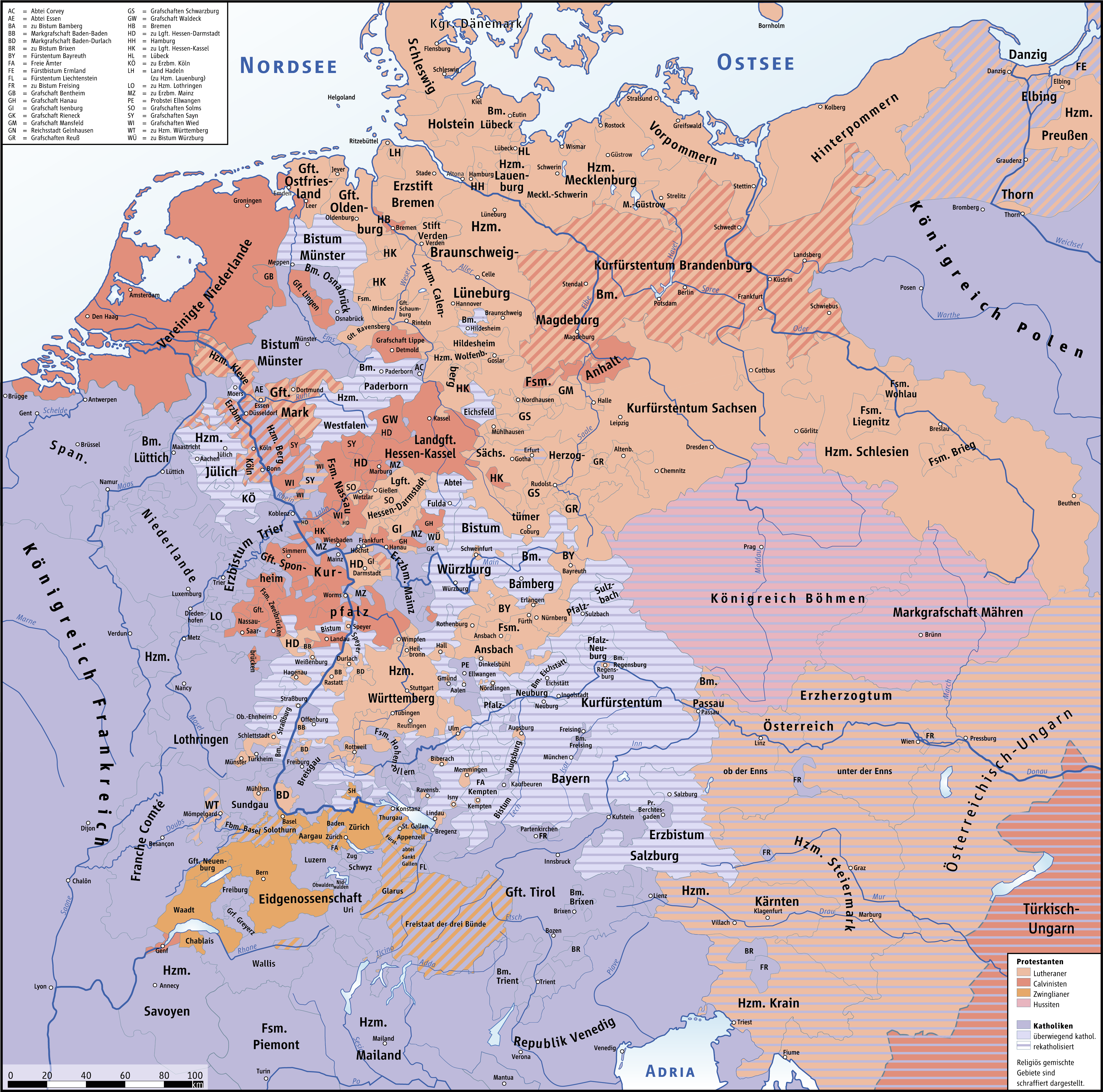
30년 전쟁 전야(1618년) 중부 유럽의 개신교와 로마 가톨릭교 분포. 비밀 개신교도는 표시되지 않음.
종교 개혁과 반종교개혁 이후 개신교의 대략적인 확산. 비밀 개신교도는 표시되지 않음.
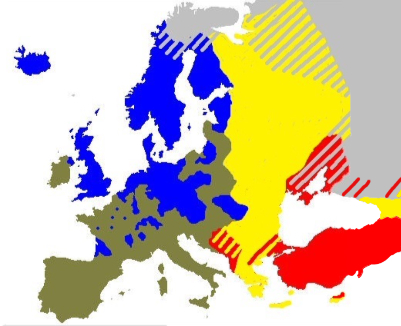
종교 개혁 절정기 개신교의 대략적인 확산. 이슬람교는 빨간색으로 표시됨. 비밀 개신교도, 비밀 가톨릭교도, 비밀 이슬람교도는 표시되지 않음.
절정기의 종교 개혁
반종교개혁 이후. 비밀 개신교도는 표시되지 않음.
퐁텐블로 칙령 이후. 비밀 개신교도는 표시되지 않음.
아일랜드 독립, 카렐리야에서 핀란드인 추방, 독일인 추방 이후 현대의 확산

### 세계

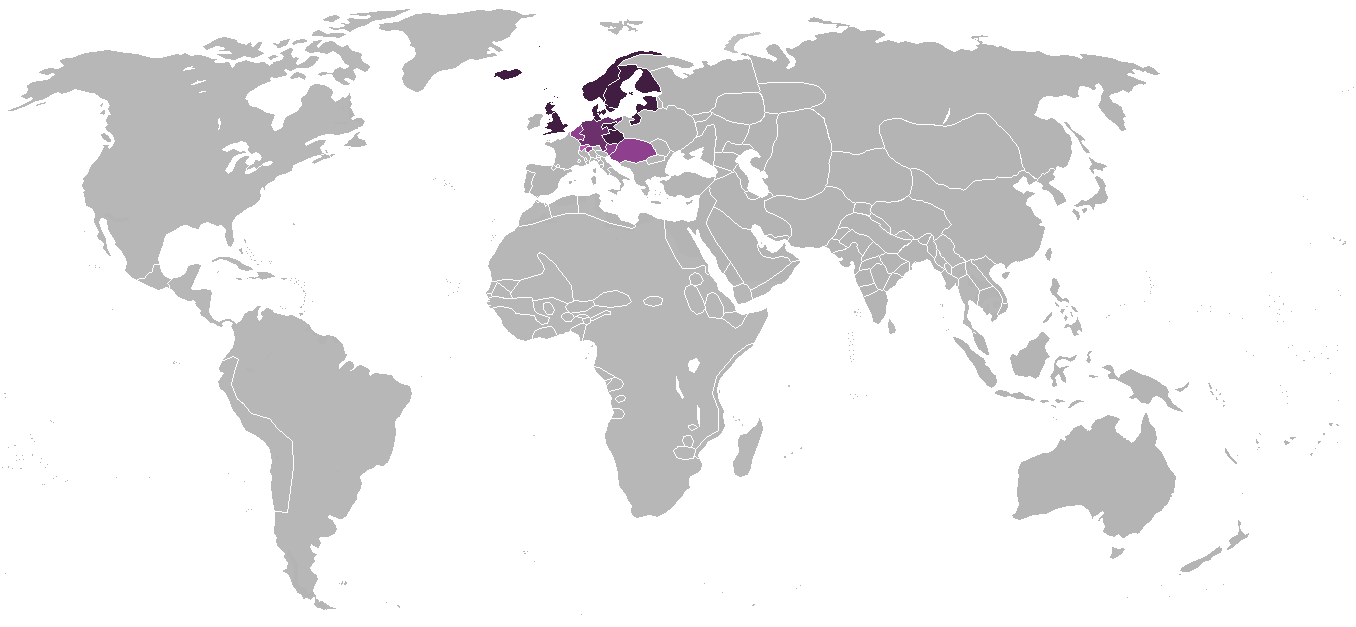
1545년 개신교 비율에 따른 국가.
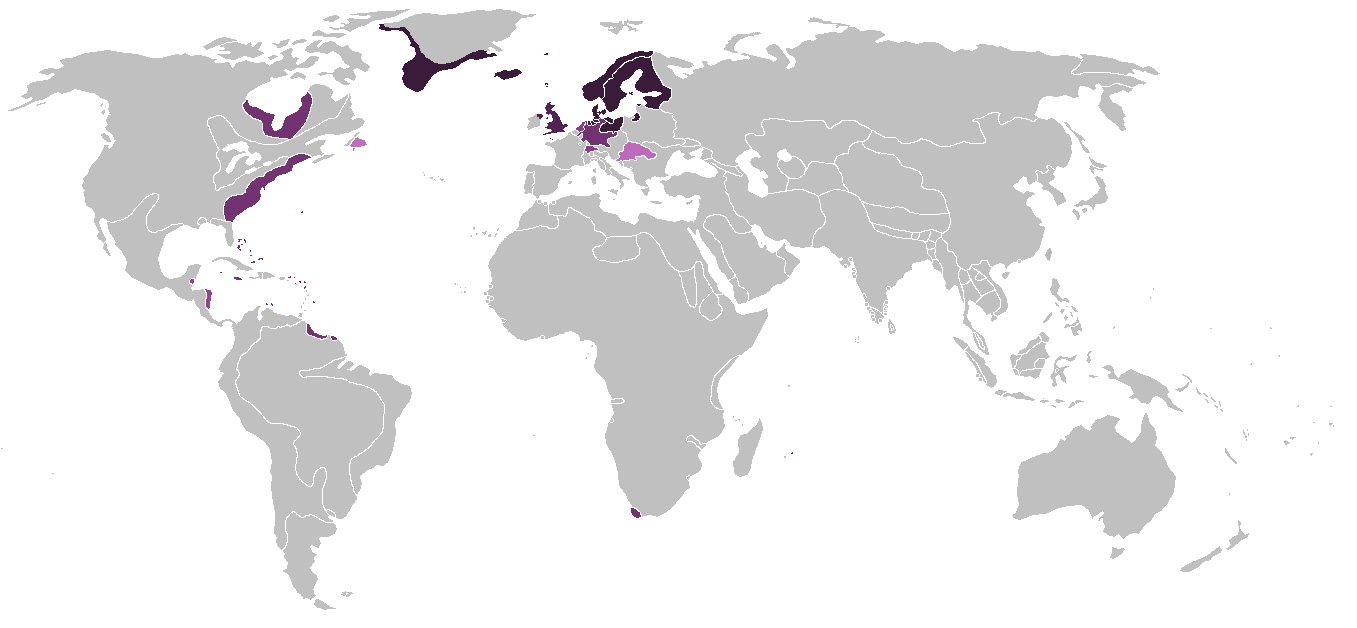
1710년 개신교 비율에 따른 국가.
1938년 개신교 비율에 따른 국가.
2010년 개신교 비율에 따른 국가.
1938년 개신교 다수 국가.
2010년 개신교 다수 국가.

## 기원
개신교도들은 일반적으로 16세기에 가톨릭교회로부터의 분리를 거슬러 올라간다. 주류 개신교는 사법 종교 개혁과 함께 시작되었는데, 이는 치안관(즉, 시민 당국)으로부터 지지를 받았기 때문이다. 급진 종교개혁은 국가의 후원을 받지 않았다. 모라비아 형제회나 보헤미아 형제회와 같은 오래된 개신교 교회들은 그 기원을 15세기 초 얀 후스의 시대로 거슬러 올라간다. 후스파 운동이 보헤미아 귀족 대다수에 의해 주도되었고 바젤 협약에 의해 한동안 인정되었기 때문에, 이는 일부에게 유럽 최초의 사법 종교 개혁으로 간주된다. 100년 후 독일에서는 특히 독일 군주들의 주의를 분산시켰던 이슬람 오스만 제국의 침공 위협의 시기에 여러 곳에서 동시에 로마 가톨릭 당국에 대한 항의가 터져 나왔다. 어느 정도 이러한 항의는 지난 두 세기 동안 유럽, 특히 보헤미아에서 일어난 사건들로 설명될 수 있다. 프랑스 남부에서는 카타리파의 오래된 영향으로 교황과 그의 권위에 대한 항의가 증가했으며, 기욤 파렐 (1489년생)은 1522년에 도피네에서 개혁을 설교했는데, 그곳에서 1562년에 위그노 전쟁으로도 알려진 위그노 전쟁이 시작되었다. 이 또한 나중에 유럽의 다른 지역으로 퍼져나갔다.

### 뿌리

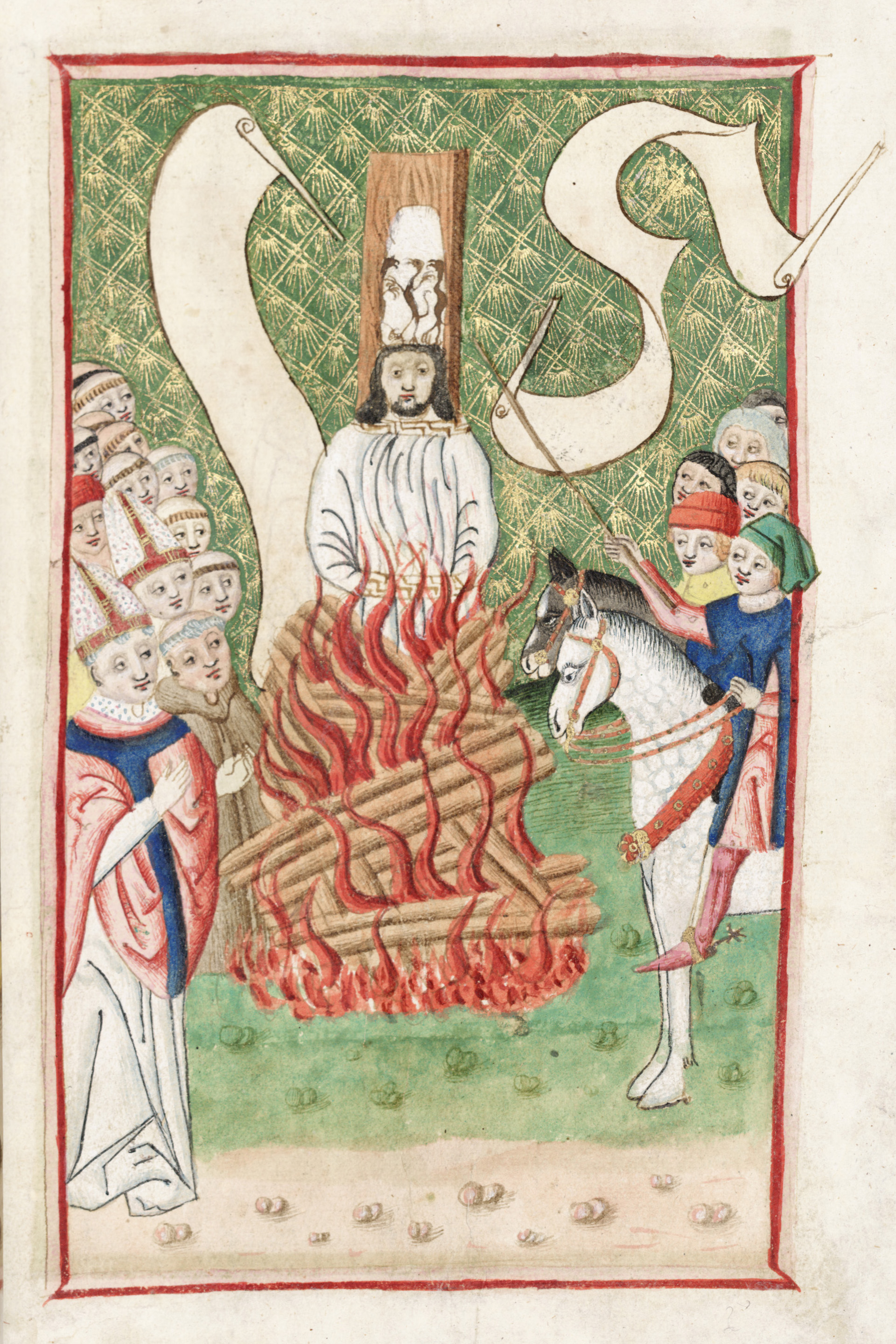
1415년 콘스탄츠 공의회에서 얀 후스의 처형. 그의 죽음은 보헤미아 종교개혁의 급진화를 가져왔고 보헤미아 왕관령의 후스 전쟁으로 이어졌다.

9세기의 투린의 클라우디우스는 많은 개신교적 견해를 예견했고, 성상 파괴 운동에 대한 광신적인 열정을 가지고 있었다. 투린의 클라우디우스는 교황권의 권위와 구원에 있어서 선한 행위의 역할을 부인했으며, 따라서 오직 믿음을 믿었다. 고트샬크 폰 오르베는 또 다른 9세기 신학자로, 이중 예정론과 은혜 중심의 구원론을 가르쳤으며, 이는 오직 믿음의 교리를 반영한다. 고트샬크는 라트람누스에 의해 변호되었는데, 그는 화체설을 부인했으며 그의 저술은 일부 개혁가들에게 영향을 미쳤다.
아비뇽 유수와 서방교회 대분열 (1378년–1416년)로 인한 로마 가톨릭교회의 불안은 군주들 간의 전쟁, 농민 봉기, 그리고 교회의 부패에 대한 광범위한 우려를 불러일으켰다. 새로운 내셔널리즘 또한 상대적으로 국제주의적이었던 중세 세계에 도전했다. 일련의 파괴적이고 새로운 관점 중 첫 번째는 옥스퍼드 대학교의 존 위클리프에게서 나왔고, 그 다음에는 프라하 카렐 대학교의 얀 후스에게서 나왔다 (후스는 위클리프에게 영향을 받았다). 가톨릭교회는 콘스탄츠 공의회 (1414년–1417년)에서 후스의 가르침에 대한 논쟁을 공식적으로 종결시켰다. 공의회는 안전 통행 약속에도 불구하고 화형에 처해진 얀 후스를 정죄했다. 교황 마르티노 5세의 명령으로 위클리프의 시신은 매장된 지 12년 만에 발굴되어 이단으로 불태워졌다.
콘스탄츠 공의회는 교회와 제국의 전통적인 중세적 개념을 확인하고 강화했다. 그러나 지난 세기 동안 야기된 민족적, 신학적 긴장은 다루지 않았다. 공의회는 종교적 분열과 보헤미아의 후스 전쟁을 막을 수 없었다.
후기 중세 유럽에서 수도원 제도의 붕괴와 스콜라주의가 약화되고, 교황의 "바빌론 유수", 교황 분열, 그리고 공의회 운동의 실패로 인해 16세기에는 종교 개혁과 나중에는 근본적인 종교적 가치에 대한 큰 문화적 논쟁이 벌어졌다 (참조 독일 신비주의). 역사가들은 일반적으로 개혁 실패(너무 많은 기득권; 개혁 연합의 조정 부족)가 결국 더 큰 혼란이나 심지어 혁명으로 이어질 것이라고 가정했을 것이다. 왜냐하면 시스템은 결국 조정되거나 해체되어야 하기 때문이다. 그리고 공의회 운동의 실패는 유럽의 종교 개혁으로 이어지는 데 기여했다. 이러한 좌절된 개혁 운동들은 유명론, 디보티오 모데르나, 그리고 관찰주의 전통에 이르기까지 다양했으며, 경제적, 정치적, 인구학적 요인들과 결합하여 성직자 정예들의 부와 권력에 대한 불만을 고조시켜, 세속적인 르네상스 교회의 재정적, 도덕적 부패에 대한 대중의 민감성을 높였다.
흑사병의 결과는 경제, 그리고 결국 유럽 사회의 급진적인 재편성을 촉진했다. 그러나 새로 부상하는 도시 중심지에서는 14세기와 15세기 초의 재난과 그로 인한 노동력 부족이 경제적 다각화와 기술 혁신에 강력한 자극을 주었다. 흑사병 이후, 기근, 역병, 전염병으로 인한 초기 인명 손실은 도시 지역의 자본 축적 심화에 기여했으며, 따라서 무역, 산업, 그리고 은행업(가장 두드러진 아우크스부르크의 푸거 가문과 피렌체의 메디치 가문); 직물, 무기, 특히 백년 전쟁으로 인한 자극, 그리고 주로 급증하는 군수 산업으로 인한 철광석 채굴과 같은 다양한 분야에서 도시 성장을 촉진했다. 잉여 축적, 경쟁적 과잉 생산, 그리고 경제적 이점을 극대화하기 위한 고조된 경쟁은 내전, 공격적인 군국주의, 그리고 따라서 중앙집권화에 기여했다. 중앙집권화로의 움직임의 직접적인 결과로, "거미 왕"으로 알려진 루이 11세 (1461년–1483년)와 같은 지도자들은 그들의 권한 행사에 대한 모든 헌법적 제약을 제거하고자 했다. 잉글랜드, 프랑스, 스페인에서는 13세기에 시작된 중앙집권화로의 움직임이 성공적으로 완료되었다.
그러나 회복과 번영이 진행되어 인구가 15세기 후반과 16세기에 이전 수준에 도달할 수 있게 되자, 새로 풍부해진 노동력 공급과 향상된 생산성의 결합은 서유럽 사회의 많은 부분에 혼합된 축복이 되었다. 전통에도 불구하고, 지주들은 농민들을 "공동 경작지"에서 배제하기 시작했다. 무역이 활성화되면서, 지주들은 점점 더 장원 경제에서 벗어났다. 양모 제조는 프랑스, 독일, 네덜란드에서 크게 확장되었고 새로운 직물 산업이 발전하기 시작했다.
활자의 발명은 성경을 번역하여 평신도들의 손에 넣으려는 개신교의 열정을 이끌었다.
르네상스 시대의 "인본주의"는 전례 없는 학문적 발효와 학문의 자유에 대한 관심을 자극했다. 교회 본질, 교황권, 공의회, 군주의 권위의 원천과 범위에 대한 지속적이고 진지한 이론적 논쟁이 대학에서 일어났다.

### 16세기

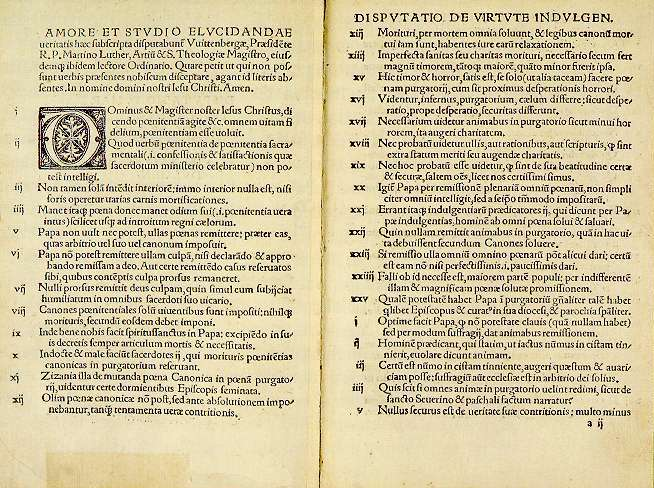
마르틴 루터의 95개조 반박문은 로마 가톨릭의 여러 관행에 의문을 제기하고 이를 부인했다.

로마에 대한 항의는 아우구스띠노 수도회 수도사이자 비텐베르크 대학 교수인 마르틴 루터가 1517년 면벌부 판매에 대한 논쟁 재개를 요구하면서 본격적으로 시작되었다. 불만의 빠른 확산은 인쇄기와 그 결과로 아이디어와 문서, 특히 95개조 반박문의 신속한 이동 덕분에 크게 이루어졌다. 정보는 또한 필사본 형태로, 그리고 사회의 빈곤층 사이에서는 저렴한 인쇄물과 목판화로 널리 배포되었다.
독일에서의 사건과 병행하여 울리히 츠빙글리의 지도 아래 스위스에서도 운동이 시작되었다. 이 두 운동은 최근 도입된 인쇄기가 아이디어를 빠르게 퍼뜨리면서 대부분의 문제에 대해 신속하게 합의했지만, 일부 미해결된 차이점으로 인해 분리되었다. 츠빙글리의 일부 추종자들은 종교 개혁이 너무 보수적이라고 믿고, 독립적으로 더 급진적인 입장으로 나아갔으며, 그 중 일부는 오늘날 재세례파 사이에 남아 있다. 다른 개신교 운동들은 신비주의나 인본주의(데시데리위스 에라스뮈스 참조)의 노선을 따라 발전했으며, 때로는 로마나 개신교도들로부터 분리되거나 교회 밖에서 형성되기도 했다.

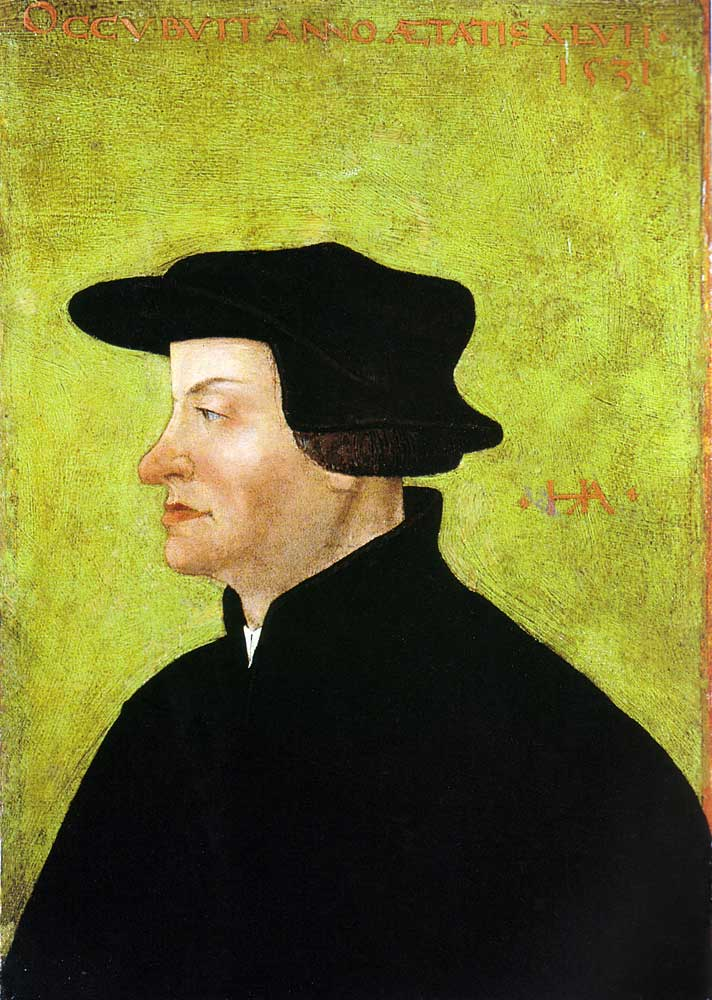
울리히 츠빙글리는 스위스에서 종교 개혁을 시작했다.

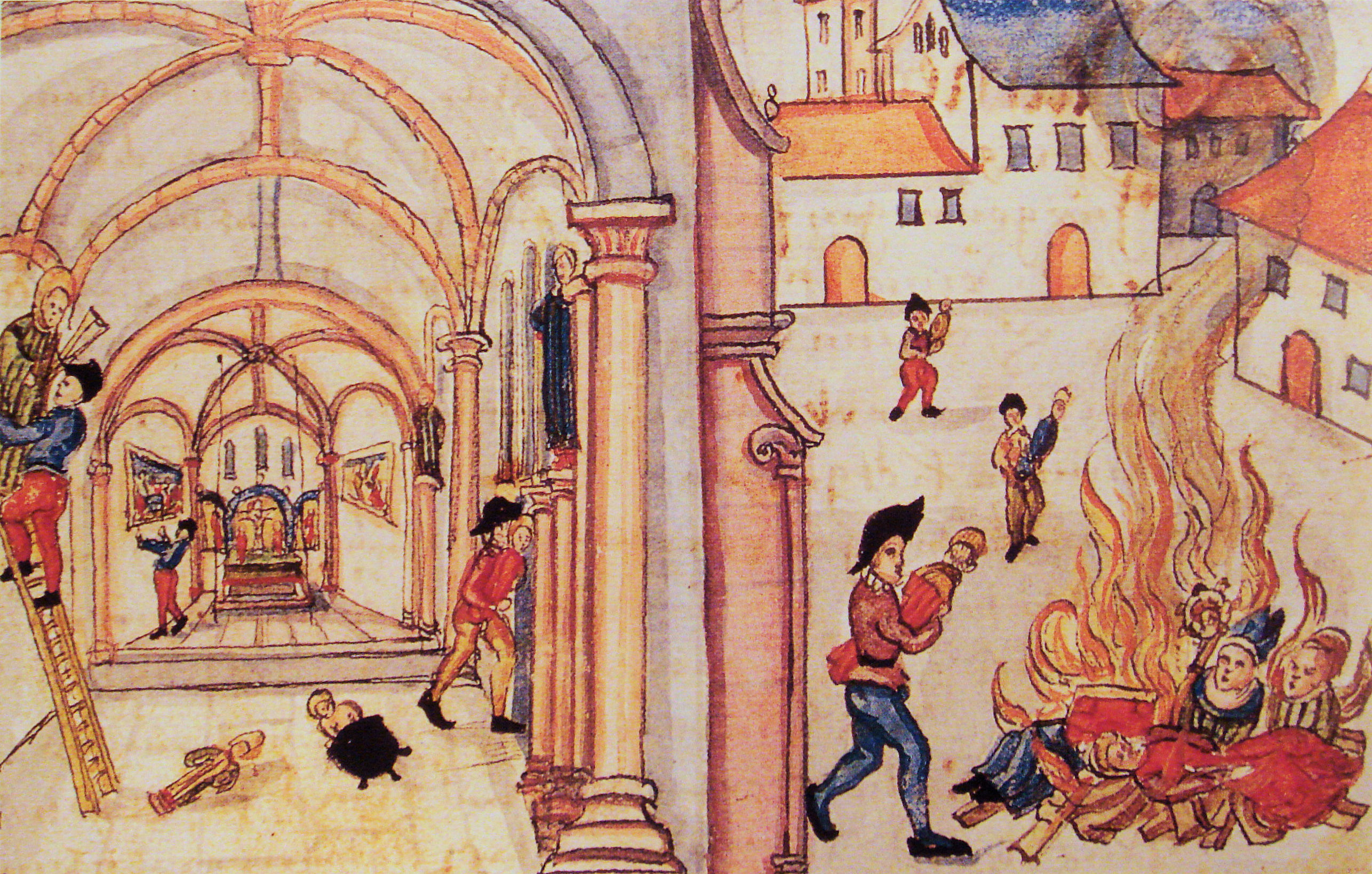
성상 파괴 운동: 개신교가 로마 가톨릭의 성인 숭배를 거부하면서 발생했다. 취리히, 1524년.

종교 개혁의 첫 단계 이후, 루터의 파문과 교황의 종교 개혁 정죄에 이어, 장 칼뱅의 저작과 글은 스위스, 스코틀랜드, 헝가리, 독일 등지에서 다양한 집단들 사이에 느슨한 합의를 확립하는 데 영향력을 행사했다.
종교 개혁의 기반은 아우구스티누스 신학과 깊은 관련이 있었다. 루터와 칼뱅 모두 아우구스티누스의 신학적 가르침과 연결된 방식으로 사고했다. 개혁자들의 아우구스티누스주의는 그들이 당시 가톨릭교회에서 이단으로 여겼던 펠라기우스주의에 맞서 싸웠다. 이러한 종교적 격변 속에서 1524년에서 1525년에 걸쳐 독일 농민전쟁이 바이에른주, 튀링겐주, 슈바벤 공국을 휩쓸었으며, 플로리안 가이어의 흑군을 포함한 개신교 무장 단체의 손에 수많은 가톨릭 신자들이 사망했다. 가이어는 기벨슈타트 출신의 기사로, 가톨릭 성직자 체제에 대한 분노로 농민들과 합류했다.
1529년에 시작되어 1536년에 완료된 헨리 8세 치하의 잉글랜드 국교회가 로마에서 정치적으로 분리되면서 잉글랜드도 이 광범위한 개혁 운동에 합류했다. 그러나 영국 국교회 내의 종교적 변화는 유럽의 다른 지역보다 더 보수적으로 진행되었다. 잉글랜드 국교회의 개혁자들은 수세기 동안 가톨릭 전통과 개신교 사이에서 동요하며, 고대 전통에 대한 고수와 개신교 사이의 안정적인 타협점을 모색했는데, 이는 오늘날 때때로 성공회 중용 노선이라고 불린다.

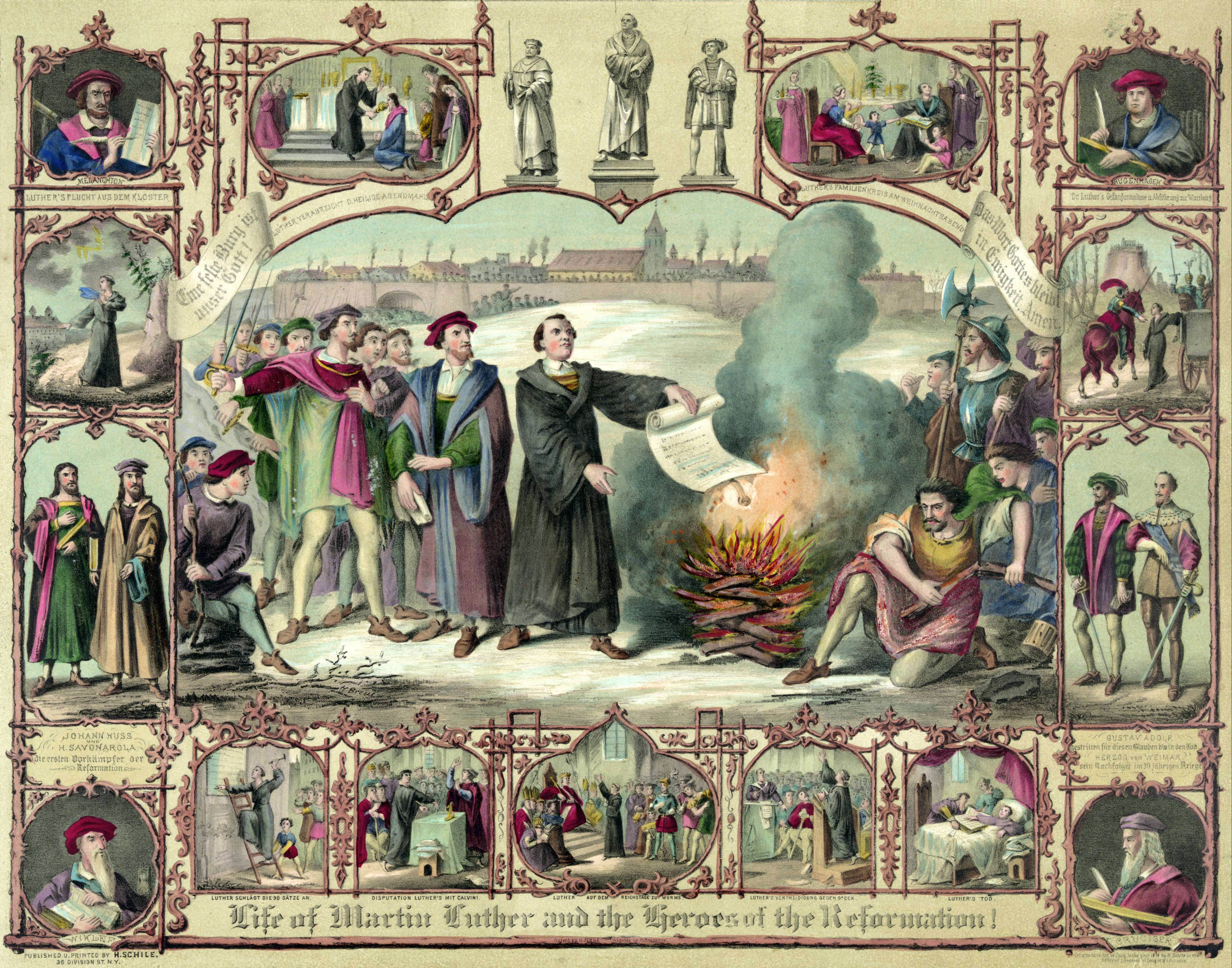
마르틴 루터와 종교 개혁 영웅들의 삶.

마르틴 루터, 장 칼뱅, 울리히 츠빙글리는 그들의 개혁 운동이 통치 당국 또는 "치안관"의 지원을 받았기 때문에 사법 종교 개혁가로 간주된다. 현명한 프레데리히는 그가 설립한 대학의 교수였던 루터를 지원했을 뿐만 아니라, 아이제나흐의 바르트부르크 성에 루터를 숨겨줌으로써 그를 보호했다. 츠빙글리와 칼뱅은 취리히와 제네바 시의회의 지원을 받았다. "마기스터(magister)"라는 용어가 "교사"를 의미하기도 하므로, 사법 종교 개혁은 교사의 권위에 대한 강조로도 특징지어진다. 이는 루터, 칼뱅, 츠빙글리가 각자의 사역 분야에서 개혁 운동의 지도자로서의 저명함을 통해 분명히 드러난다.
그들의 권위 때문에, 그들은 종종 급진적 개혁가들로부터 로마 교황과 너무 닮았다고 비판받았다. 예를 들어, 급진적 개혁가 안드레아스 폰 보덴슈타인 칼슈타트(Andreas von Bodenstein Karlstadt)는 비텐베르크 신학자들을 "새로운 교황주의자들"이라고 지칭했다.

### 인본주의의 영향
르네상스에 의해 시작된 인본주의자들의 좌절된 개혁주의는 개혁가들 사이에서 불만을 증가시키는 데 기여했다. 데시데리위스 에라스뮈스와 나중에 마르틴 루터, 츠빙글리와 같은 인물들이 이 논쟁에서 부상하여 결국 기독교 세계의 또 다른 주요 분열에 기여했다. 14세기 오컴의 윌리엄에서 시작된 신학의 위기는 새로운 부르주아지 불만과 함께 발생했다. 스콜라주의의 철학적 기반이 무너진 이후, 새로운 유명론은 인간과 하느님 사이의 중개자로 정당화된 제도 교회를 좋게 여기지 않았다. 새로운 사고는 어떤 종교적 교리도 철학적 논증으로 지지될 수 없다는 생각을 선호했으며, 토마스 아퀴나스에 의해 확립된 중세 시대의 이성과 신앙 사이의 오랜 동맹을 약화시켰다.

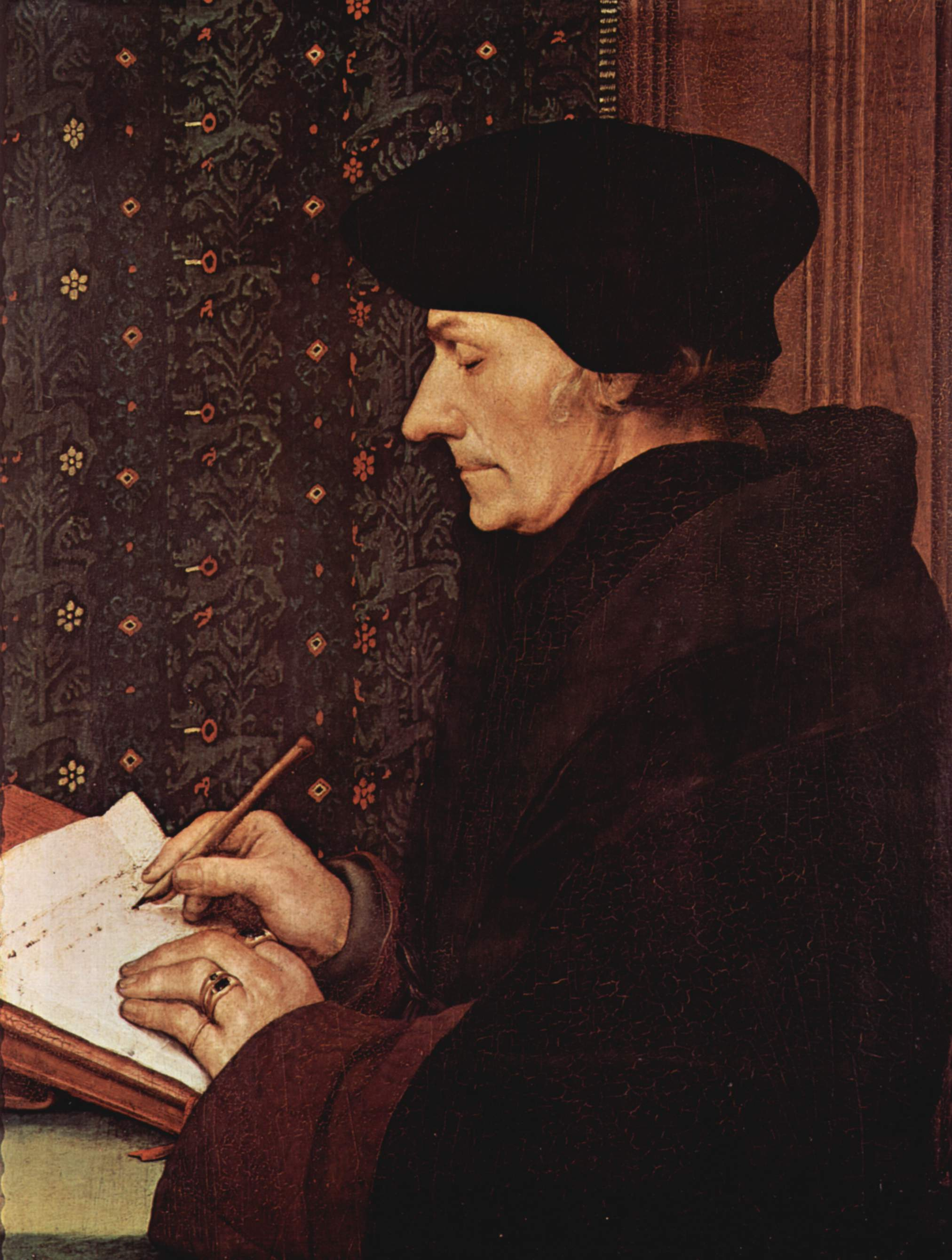
데시데리위스 에라스뮈스는 일부 개신교 개혁가들에게 영감을 준 가톨릭 사제였다.

중세 스콜라주의와 이를 뒷받침하는 제도에 반항한 주요 개인주의적 개혁 운동은 인본주의, 경건주의(예를 들어, 공동생활 형제회와 얀 스탄돈크 참조), 그리고 관찰주의 전통이었다. 독일에서 "근대적 방식" 또는 경건주의는 대학에서 유행했으며, 더 이상 합리적인 통치 원리가 아니라 제한될 수 없는 자의적이고 알 수 없는 의지인 하느님을 재정의할 것을 요구했다. 하느님은 이제 통치자였고, 종교는 더욱 열정적이고 감정적일 것이었다. 따라서 인간이 자신의 노력으로 구원받을 수 없고 오직 하느님의 은혜로만 구원받을 수 있다고 주장하는 아우구스티누스 신학의 부흥은 인간이 선행을 행하고 천국에 갈 수 있는 통로를 제공하기 위한 교회의 엄격한 제도의 정당성을 약화시킬 것이었다. 그러나 인본주의는 르네상스의 고전 학문과 사상 부활에 뿌리를 둔 교육 개혁 운동이었다. 아리스토텔레스적 논리에 대한 반항으로, 그것은 이성보다는 웅변을 통한 개인 개혁에 큰 강조를 두었다. 유럽 르네상스는 유럽 문화의 위대한 통일 언어로서 라틴어의 전통적인 사용을 강화하면서 북부 인본주의자들을 위한 토대를 마련했다.
로이힐린 사건(1455년–1522년)을 둘러싸고 독일 학계의 양극화는 엘리트 성직자들이 히브리어 및 유대 문헌 연구를 공격하면서 루터를 학문의 자유를 선호하는 인본주의 교육 개혁과 완전히 일치시켰다. 동시에 르네상스의 영향은 곧 전통 가톨릭교회에 역효과를 내어 개혁의 시대를 열었고 중세 라틴 전통의 상당 부분을 부인하게 했다. 데시데리위스 에라스뮈스의 주도 아래 인본주의자들은 교회 내의 다양한 형태의 부패를 비난했는데, 이러한 부패는 교회의 중세 절정기보다 더 만연하지 않았을 수도 있다. 에라스뮈스는 참된 종교는 외적인 의식과 의례의 상징이 아니라 내적인 헌신의 문제라고 주장했다. 고대 문헌, 즉 경전으로 돌아가는 것은 이러한 관점에서 고대 전통의 가장 위대한 절정이며 삶의 지침이다. 도덕적 개혁을 선호하고 훈화적 의례를 경시함으로써 에라스뮈스는 루터를 위한 토대를 마련했다. 로이힐린은 특히 히브리어 분야에서 루터를 도왔고, 조카 필리프 멜란히톤을 비텐베르크 대학교에서 가르치도록 보냈다.
인본주의의 지성적인 반교권주의는 루터에게 깊은 영향을 미쳤다. 북부 독일의 점점 더 교육 수준이 높아지는 중산층 계층, 즉 교육받은 공동체와 도시 거주자들은 시대의 문화적 매체를 통해 그들의 불만을 개념화하기 위해 루터의 종교 재해석에 눈을 돌렸다. 시민들의 위대한 부상, 제도적 장벽이나 구식 문화 관습으로부터 벗어나 새로운 사업을 운영하려는 욕구는 인본주의적 개인주의의 매력에 기여했다. 많은 사람들에게 교황 제도는 엄격했으며, 특히 정의로운 가격과 고리대금에 대한 견해가 그러했다. 북부에서 시민들과 군주들은 국가에 세금을 내지 않지만 시민들로부터 세금을 거두어 수익을 불균형적으로 이탈리아의 교황에게 보내는 것에 대한 불만으로 단합했다.
이러한 경향은 반교권주의와 함께 중요한 개혁과 활성화에 대한 요구를 고조시켰다. 새로운 사상가들은 사제와 신자들 사이의 분열을 인지하기 시작했다. 예를 들어, 성직자들은 항상 교육 수준이 높지 않았다. 본당 신부들은 종종 라틴어를 몰랐고, 시골 본당에서는 당시 많은 사람들을 위한 신학 교육 기회가 부족했다. 광대한 토지 소유와 제도적 경직성으로 인해, 과도하게 많은 성직자 계층이 기여한 경직성으로 인해 많은 주교들은 신학이 아닌 법을 공부했으며, 행정 훈련을 받은 재산 관리인의 역할로 전락했다. 사제들이 종교적 행위를 강조하는 동안, 교회의 존경심은 특히 교육 수준이 높은 도시인들 사이에서 감소하기 시작했으며, 특히 교황 보니파시오 8세의 필리프 4세에 의한 체포, "바빌론 유수", 서방교회 대분열, 공의회 개혁주의의 실패와 같은 최근의 정치적 굴욕 사건들을 고려할 때 더욱 그러했다. 어떤 의미에서 교황 레오 10세의 성 베드로 대성전 재건을 위한 자금 모금 캠페인은 세속적인 르네상스 교회의 과도한 행위였으며, 도시에서 성직자 기관들을 더욱 싫어하게 만드는 고압적인 면벌부를 촉발시켰다.
루터는 인본주의자들로부터 개인주의, 즉 각자가 자신의 사제가 될 수 있다는 생각(북부에서 교육받은 도시 중산층의 급속한 성장을 고려할 때 대중적 지지를 얻을 가능성이 있는 태도)과 유일한 참된 권위는 성경이라는 생각을 빌려왔다. 이는 공의회 운동의 개혁적 열정을 반영하고 교황의 권위를 제한하는 논쟁을 다시 열었다. 그의 생각은 평신도와 성직자 사이의 경계선을 급격하게 재정의할 것을 요구했지만, 이 시점까지는 여전히 개혁적인 성격을 띠고 있었다. 그러나 인간의 의지가 선을 선택할 스스로 할 수 없다는 루터의 주장은 데시데리위스 에라스뮈스와의 불화를 야기하여 루터주의 개혁주의를 인본주의와 최종적으로 구별하게 되었다. 이 문제에 대해 루터는 토마스주의 학문(때로는 "스콜라 안티쿠아" 또는 "옛 학파"라고 불림) 편에 섰고, 에라스뮈스는 "스콜라 모데르나" 또는 "새 학파" 편에 섰으며, 특히 스코투스주의와 프란치스코회 인식론에 의존했다. 루터는 그의 거의 전 생애 동안 일관되게 한 진영이나 다른 진영과 자신을 동일시하지 않았다. 대신, 논쟁할 때 그는 논쟁 중 자신의 전반적인 목적에 적합한 경우 전술적으로 한 진영 또는 다른 진영과 동맹을 맺는 입장을 취했다. 특히 그는 점점 인기를 얻고 있는 스콜라 모데르나의 주의주의가 칭의 교리에 제기하는 위협에 대비하고자 했다.

### 루터교와 신성 로마 제국

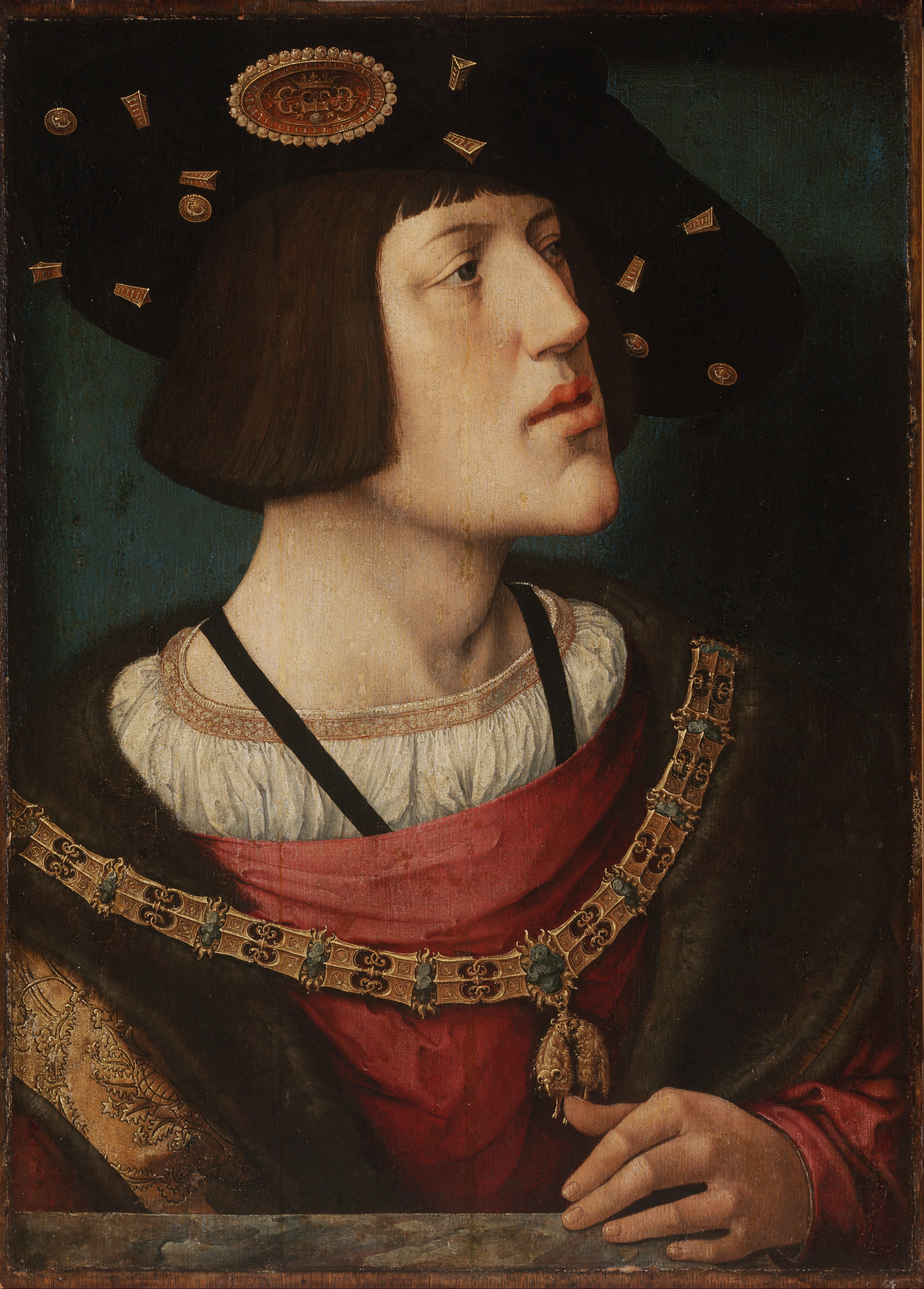
카를 5세는 루터교에 반대했다.

루터는 성찬에 대한 신학을 성찬적 연합이라고 불렀다. 성찬적 연합에서 축성된 빵은 그리스도의 몸과 연합되고, 축성된 포도주는 그리스도의 피와 연합되는데, 이는 그리스도의 원래 제정에 의한 것이며, 그 결과 이 "요소들"—축성된 빵과 포도주—을 먹고 마시는 사람은 누구나 실제로 그리스도의 육체와 피를 먹고 마신다. 루터는 이에 대해 여러 차례 저술했는데, 예를 들어 1526년의 광신자들에 대항하는 그리스도의 몸과 피의 성례와 1528년의 그리스도의 만찬에 대한 고백이 있다. 1530년 아우크스부르크 신앙고백에서 아우크스부르크 신앙고백 제10조: 주의 만찬에 관하여에 명시된 루터교회의 입장은 아우크스부르크 신앙고백 반박문에서 "열 번째 조항은 그 내용에 있어서 아무런 문제도 일으키지 않는다"고 가톨릭의 답변을 받았다. 비록 나중에 트리엔트 공의회는 오늘날 가르치는 화체설을 성문화하고 성찬적 연합을 거부했지만 말이다.

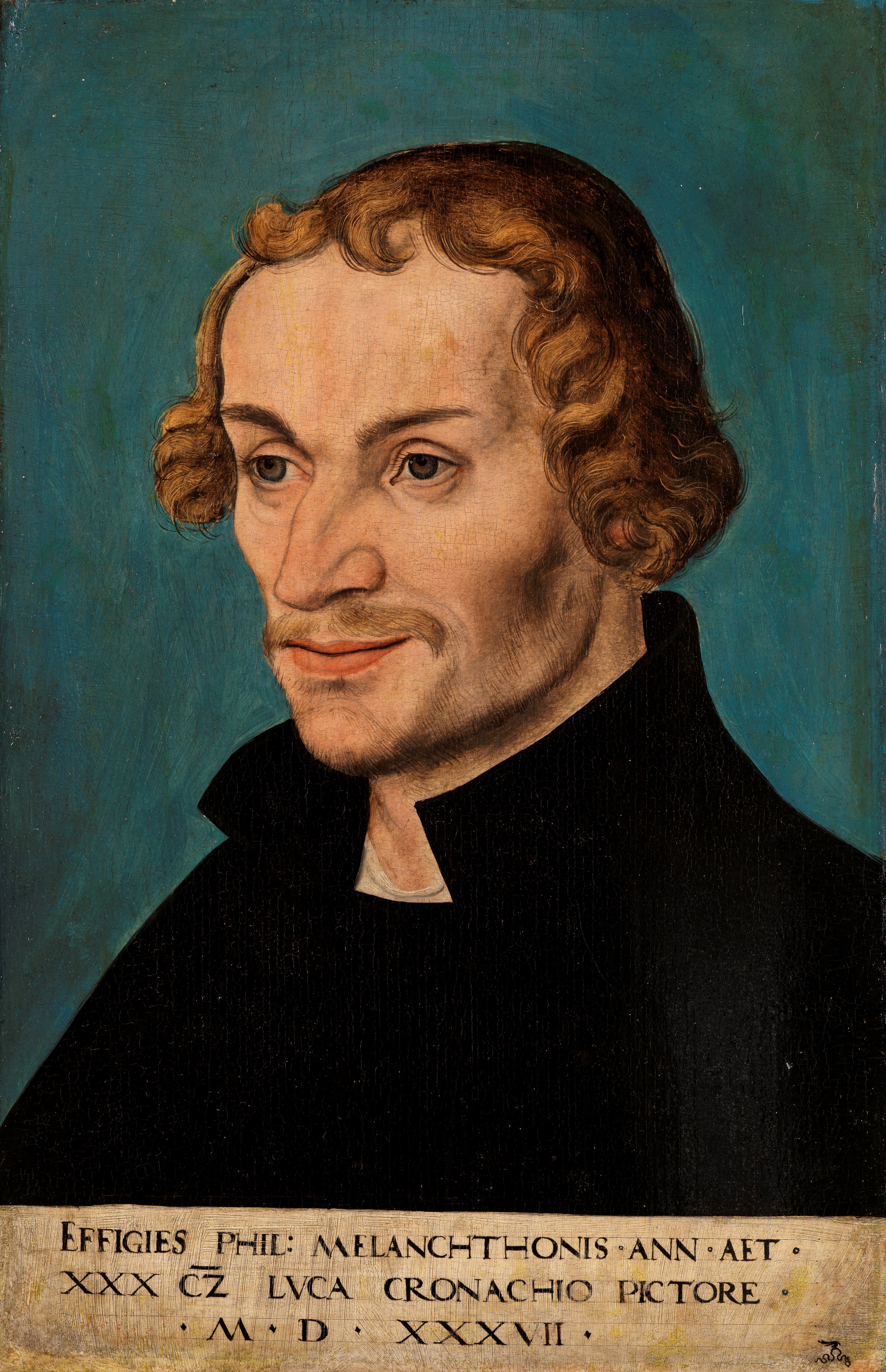
루카스 크라나흐가 그린 필리프 멜란히톤의 초상화, 1537년. 루터 사망 후, 멜란히톤은 아우크스부르크 신앙고백 수정본을 비밀 칼뱅주의자들에게 유포했는데, 공개적인 칼뱅주의는 허용되지 않았기 때문이다. 이 수정본은 개혁 교회를 수용하기 위해 아우크스부르크 신앙고백 제10조와 관련하여 차이가 있었다.

1529년 말버그 회의에서 츠빙글리파와의 회담에서 멜란히톤은 루터와 함께 츠빙글리와의 연합에 반대했다. 15개 항목 중 14개 항목에서 합의가 이루어졌으나, 성찬의 본질이 예외였다. 마찬가지로, 츠빙글리는 더 보수적인 루터와 제휴하기보다는 의례주의를 더 부인할 것이었다.
종교 개혁에 대한 또 다른 좌절은 브란덴부르크에서 발생했다. 브란덴부르크 선제후 요아힘 1세는 봉기의 원인을 루터교로 돌렸고 다른 이들도 마찬가지였다. 브란덴부르크에서는 후계자인 요아힘 2세 치하에서 비로소 루터교가 확립되었고, 브란덴부르크의 마지막 가톨릭 주교인 게오르크 폰 블루멘탈(레부스 주교이자 라체부르크 대주교)이 사망할 때까지 옛 종교는 공식적으로 소멸되지 않았다.
카를 5세가 종교 개혁에 맞서 싸웠지만, 그의 민족주의적 전임자인 막시밀리안 1세의 통치 시기에 운동이 시작된 것은 우연이 아니다. 서유럽의 중앙집권 국가들이 바티칸과 협정을 맺어 교회의 부유한 재산을 정부 지출에 사용할 수 있도록 허용하여 로마로부터 크게 자율적인 국교회를 형성할 수 있었던 반면, 제국을 위한 유사한 움직임은 군주들과 주교들이 세속적 보편 제국의 허세를 버리려는 개혁에 맞서 싸우는 한 성공하지 못했다.

## 종교 개혁
가톨릭교회의 권위는 수세기 동안 이론적으로는 후스와 위클리프에 의해, 그리고 실제적으로는 11세기와 12세기의 서임권 투쟁 기간 동안 끊임없이 도전받아왔다. 10세기의 오를레앙의 아르눌프는 교황을 적그리스도라고 부른 최초의 인물로 기록되었으며, 이러한 비난은 발도파와 루터가 자신의 책을 불태우라고 명령한 교황 칙서 주여 일어나소서를 불태웠을 때도 반복되었다. 따라서 루터 이전에 이미 필요한 기반이 오래 전부터 마련되어 있었으며 페트루스 발데즈와 존 위클리프와 같은 로마 가톨릭교회를 개혁하려는 중요한 초기 시도들이 있었다. 한 나라 전체의 종교 변화는 1415년에 처형된 얀 후스로부터 시작되었으며, 그의 후계자들은 여러 세기 동안 보헤미아 왕국의 주요 세력이 되었다. 위클리프와 후스 모두 면벌부에 반대하는 설교를 했고, 성직자들의 부패를 비판했으며 나중에 루터의 종교 개혁의 핵심이 된 다른 주제들을 다루었다. 이러한 초기 개혁 운동에 기반을 둔 운동들은 오늘날에도 개신교로 간주되지만, 그 기원은 루터보다 100년 이상 더 거슬러 올라간다. 특히 반종교개혁에서 살아남은 발도파는 개혁교회(개신교로 더 흔히 알려짐)와 제휴했으며, 오늘날에도 그러하다.
16세기 초, 교회는 루터가 교회의 교리적 권위와 많은 관행에 대해 제기한 도전에 직면했다. 교황 레오 10세 (1513년–1521년)와 그의 후계자들이 루터가 제기한 위협의 중요성을 이해하지 못했거나, 교회 전역에 퍼져 있던 부패로 인해 많은 기독교인들이 소외되었다는 사실은 종교 개혁의 급속한 성장에 주요 요인이었다. 활기찬 개혁적 교황 지도력의 필요성이 인식될 무렵, 북유럽의 대부분은 이미 개신교로 개종했다.

### 보헤미아

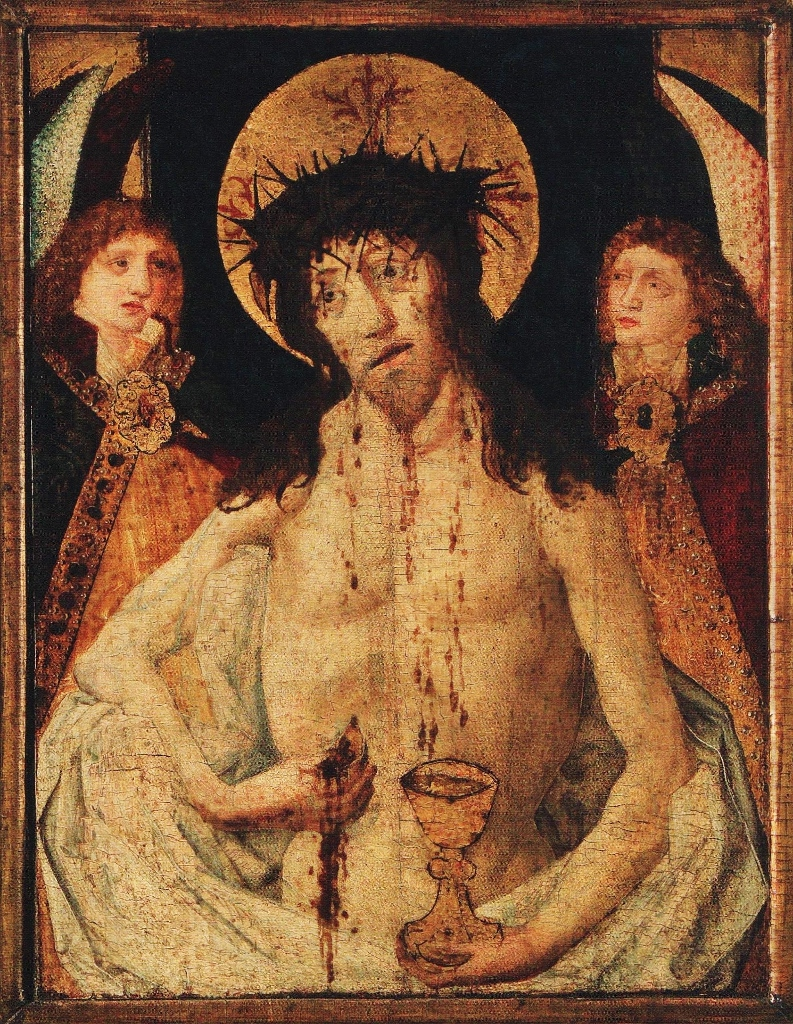
프라하 틴 이전의 성모 교회의 만인의 고통. 15세기 후반 보헤미아 종교개혁의 중요한 예술 작품이다. 그리스도는 오른편 옆구리의 상처를 만지고 있으며, 그곳에서 성찬(그의 몸)을 꺼내고 그의 피는 성배로 흘러들어간다. 후스파의 상징인 성배는 양형 영성체의 관행을 보여준다.

후스파는 체코 개혁가 얀 후스의 가르침을 따랐던 보헤미아 왕국의 기독교 운동이었다.
체코의 개혁가이자 대학 교수인 얀 후스 (c. 1369년–1415년)는 보헤미아 종교 개혁의 가장 잘 알려진 대표자이자 종교 개혁의 선구자 중 한 명이 되었다. 얀 후스는 자신의 가르침을 변호하기 위해 자발적으로 도착한 1415년 콘스탄츠 공의회에서 이단으로 선언되어 처형당했다—화형에 처해졌다.
주로 종교 운동이었던 후스파는 사회 문제에 의해 추진되었고 체코 민족 의식을 강화했다. 1417년, 얀 후스 처형 2년 후, 체코 종교 개혁은 빠르게 이 나라의 주요 세력이 되었다.
후스파는 인구의 대다수를 차지하여 바젤 공의회가 1437년에 왕국에 대해 두 가지 "종교" 체제를 처음으로 인정하도록 강요하여 바젤 협약을 체결했다 (가톨릭과 체코 양형영성체파, 후스파 운동). 보헤미아는 나중에 한 명의 개신교 왕을 선출하기도 했다.
합스부르크 군주국이 이 지역을 장악한 후, 후스파 교회는 금지되었고 왕국은 부분적으로 가톨릭으로 재편입되었다. 심지어 나중에는 루터교회가 상당한 추종자를 얻었는데, 합스부르크가 체코 토착 후스파 교회를 계속 박해하면서 이를 허용했기 때문이다. 따라서 많은 후스파 신자들은 자신을 루터교도라고 선언했다.
후스파의 뿌리를 둔 두 교회는 현재 주로 무신론 국가에서 두 번째와 세 번째로 큰 교회이다: 체코 형제단 (국제 교회인 모라비아 형제회의 기원이 됨)과 체코슬로바키아 후스 교회.

### 독일

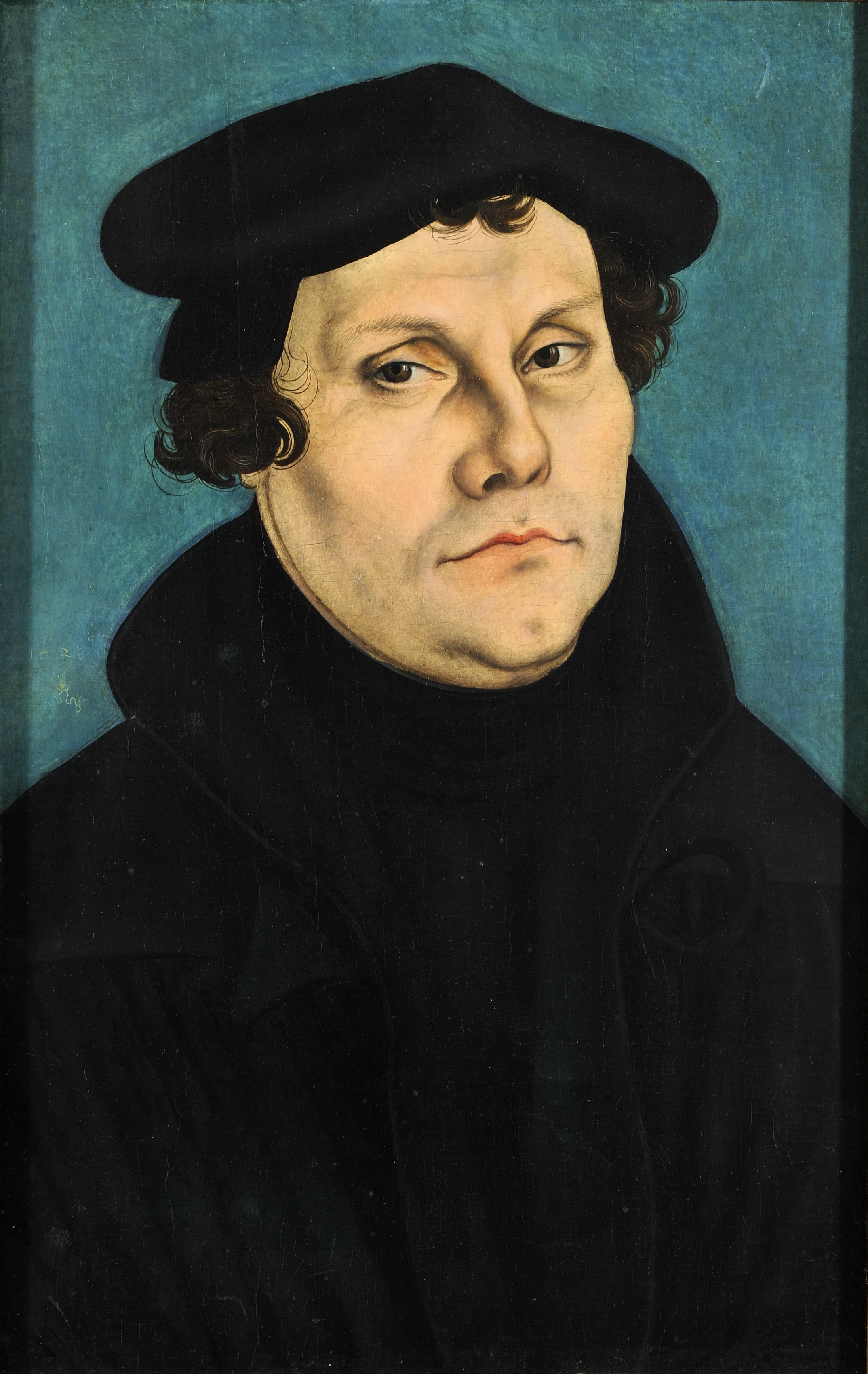
루카스 크라나흐가 1528년에 그린 마르틴 루터의 초상화.

마르틴 루터는 독일인 탁발수도사, 신학자, 대학 교수, 사제, 개신교의 아버지, 그리고 교회 개혁가로, 그의 사상은 종교 개혁을 시작했다.
루터는 구원이 하느님의 거저 주는 선물이며, 죄로부터의 구속자로서 예수에 대한 참된 신앙을 통해서만 얻어진다고 가르쳤다. 그의 신학은 성경을 기독교 교리의 유일한 무오한 원천으로 제시하고, 모든 세례받은 기독교인이 보편적 제사장이라는 교리로 "성직자주의"에 맞서 교황권의 권위에 도전했다.

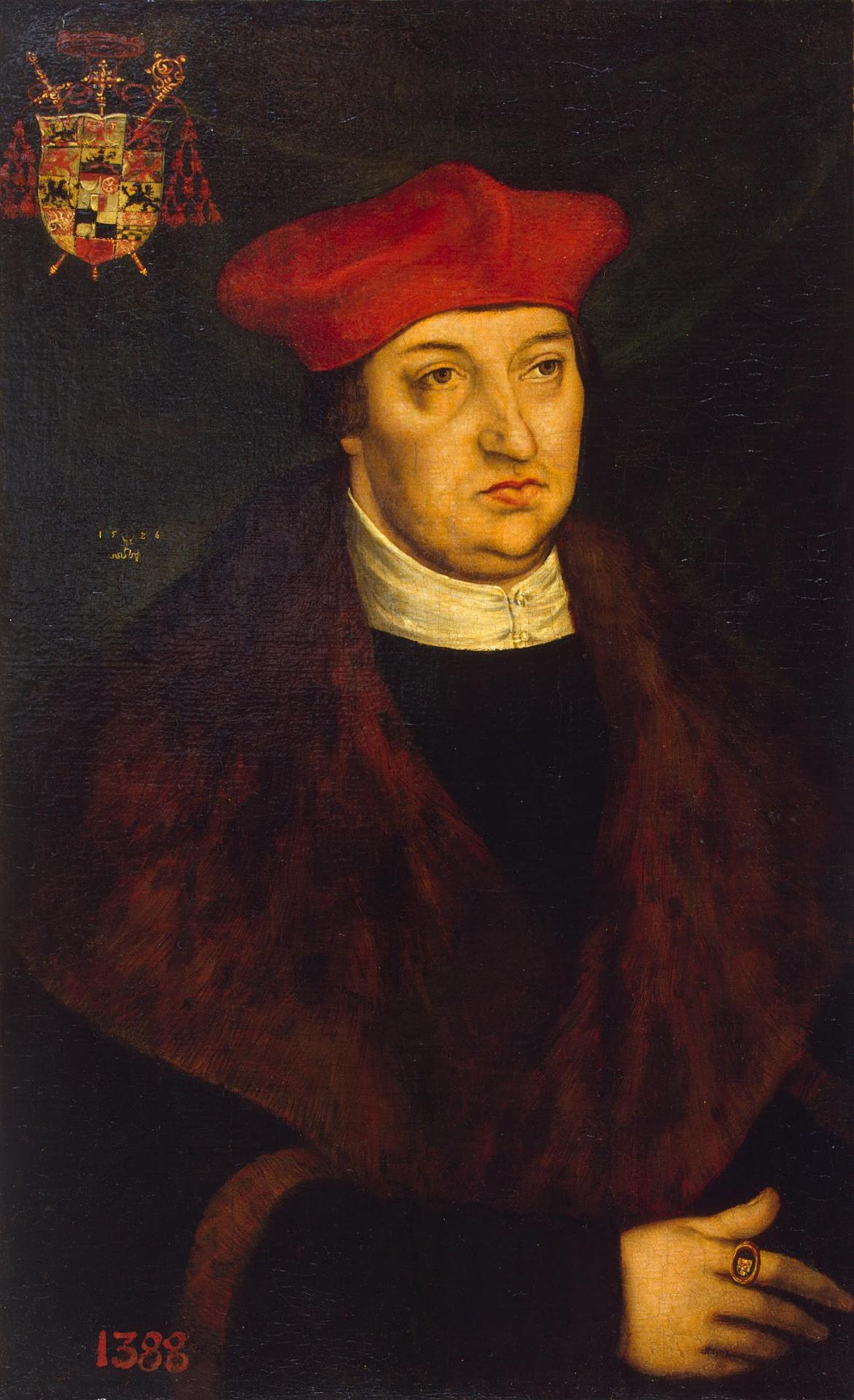
마인츠와 마그데부르크의 알브레히트는 자신의 교구에서 면벌부를 판매하기 위해 요한 테첼의 서비스를 이용했다.

1521년 보름스 의회에서 카를 5세와의 대면에서 루터가 자신의 저술을 철회하기를 거부하자, 그는 교황 레오 10세에 의해 파문되고 (의회가 소집되기 전인 1521년 1월 3일) 무법자로 선언되었다. 그의 성경 번역본은 사람들의 언어로 성경을 더 접근 가능하게 만들었으며, 교회와 독일 문화에 엄청난 영향을 미쳤다. 이는 독일어 표준어 발전을 촉진했고, 번역 기술에 여러 원칙을 추가했으며, 킹 제임스 성경 번역에도 영향을 미쳤다. 그의 찬가는 기독교 내에서 회중 찬송 발전을 고취했다. 그의 카타리나 폰 보라와의 결혼은 개신교 내에서 성직자 결혼 관행의 본보기가 되었다.
1516년–1517년, 요한 테첼, 도미니코회 수도사이자 면벌부 교황위원은 로마 성 베드로 대성전 재건 비용을 마련하기 위해 면벌부를 판매하도록 로마 가톨릭교회에 의해 독일에 파견되었다. 로마 가톨릭 신학은 신탁적 또는 교리적 믿음만으로는 인간을 의롭게 할 수 없다고 명시했다. 그리고 자선과 선행으로 활동하는 믿음(fides caritate formata)만이 인간을 의롭게 할 수 있다고 했다. 이러한 선행은 교회에 돈을 기부함으로써 얻을 수 있었다.
1517년 10월 31일, 루터는 마인츠와 마그데부르크의 대주교 알브레히트에게 편지를 써서 면벌부 판매에 항의했다. 그는 편지에 자신의 "면벌부의 능력과 효력에 대한 마르틴 루터의 논쟁" 사본을 동봉했는데, 이는 95개조 반박문으로 알려지게 되었다.
루터는 요한 테첼에게 귀속된 "헌금함에 동전이 쨍그랑하고 떨어지는 순간, 영혼은 연옥에서 튀어 오른다"는 말에 반대하며 용서는 오직 하느님만이 줄 수 있는 것이므로, 면벌부가 구매자들을 모든 형벌에서 벗어나게 하고 구원을 준다고 주장하는 자들은 오류에 빠져 있다고 주장했다. 그는 기독교인들이 그러한 거짓 확신 때문에 그리스도를 따르는 것을 게을리해서는 안 된다고 말했다.

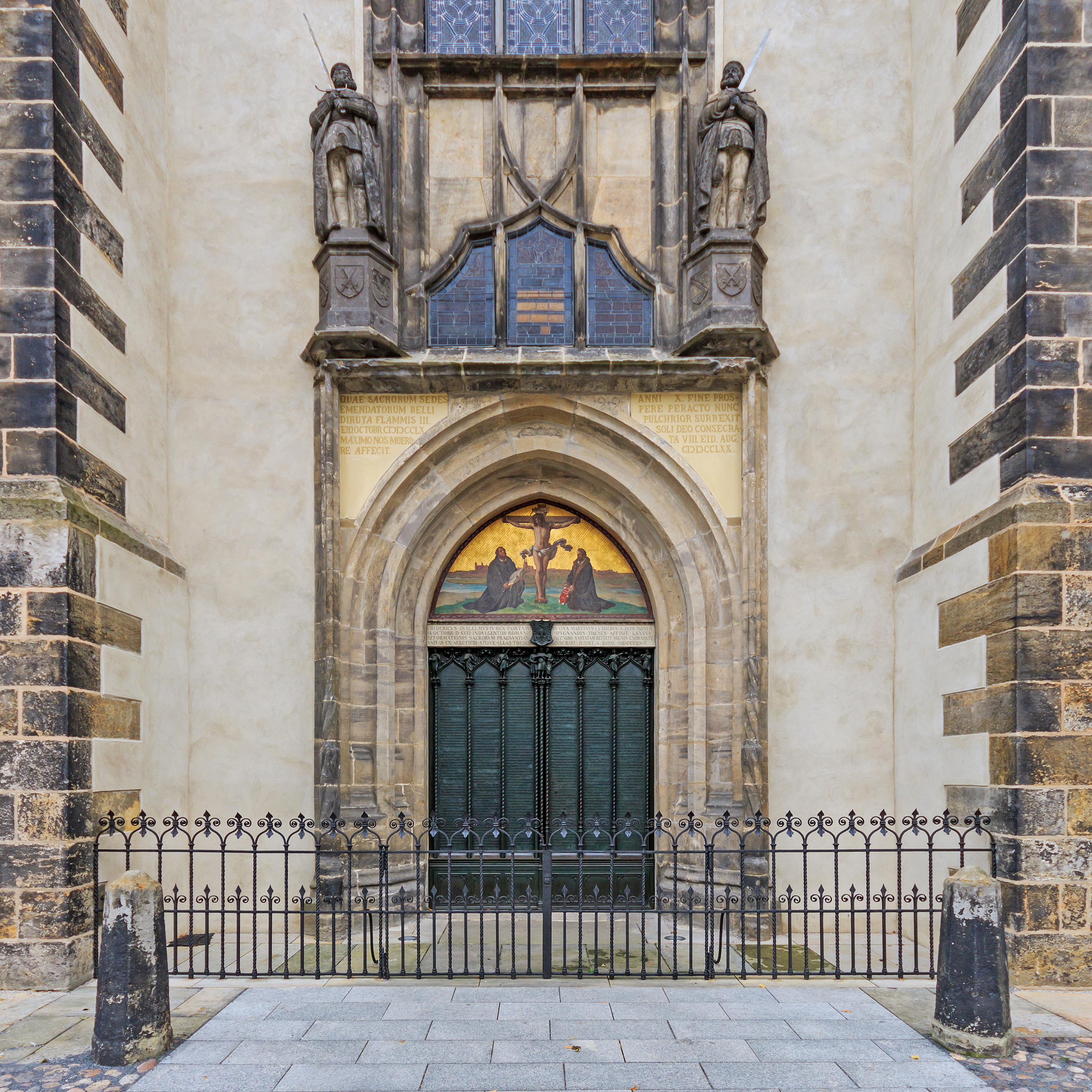
비텐베르크의 성곽 교회 문에 루터가 95개조 반박문을 못 박았다고 전해지며, 이는 종교 개혁의 불씨가 되었다.

발터 크레머(Walter Krämer), 괴츠 트렌클러(Götz Trenkler), 게르하르트 리터(Gerhard Ritter), 게르하르트 프라우제(Gerhard Prause)에 따르면, 문에 게시했다는 이야기는 역사의 기둥 중 하나로 자리 잡았지만, 진실에 근거한 부분은 미미하다. 루터의 유고집 재판본 서문에서 인문주의자이자 개혁가인 필리프 멜란히톤은 '보고에 따르면 루터는 열정과 경건함으로 불타올라 10월 31일 (구력) 모든 성인 전야에 독일 비텐베르크의 성곽 교회에 95개조 반박문을 게시했다'고 썼다. 서문을 쓸 당시 멜란히톤은 비텐베르크에서 멀리 떨어진 튀빙겐에 살았다. 서문에서 멜란히톤은 사실이 아닌 여러 사실을 제시한다: 그는 면벌부 판매인 요한 테첼이 루터의 95개조 반박문을 공개적으로 불태웠고, 루터가 자연과 물리학에 대한 강좌를 열었으며, 루터가 1511년에 로마를 방문했다고 썼다. 비텐베르크 대학 교수가 문에 논문을 게시하는 것은 역사상 전례가 없는 일이다. 더욱이 루터는 강력한 법 준수자로 알려져 있으며, 그러한 방식으로 자신의 생각과 방향을 발표하는 것은 그의 성격에 어긋날 것이다. 루터는 자신의 저술에서 이러한 방향으로 아무것도 언급한 적이 없으며, 논문 출판에 대한 유일한 현대적 기록은 루터의 하인 아그리콜라의 라틴어 기록이다. 이 기록에서 아그리콜라는 루터가 '1517년에 비텐베르크 대학의 관습에 따라 과학적 토론의 일환으로 특정 논문을 발표했다. 논문 발표는 겸손하고 존중하는 방식으로 이루어졌으며, 누구에게도 조롱하거나 모욕하지 않았다'고 말한다. 문에 논문을 못 박았다는 언급은 없으며, 다른 어떤 출처에서도 이를 보고하지 않는다. 실제로는 루터는 면벌부 판매 관행을 담당하는 마인츠와 마그데부르크의 대주교 알브레히트와 루터의 상사인 브란덴부르크의 주교에게 존경하는 코멘트와 함께 손으로 쓴 사본을 제출했다.

1530년경 아우크스부르크의 외르크 브로이 엘더의 목판화 <주화 제조인에게 질문>에 묘사된 면벌부 판매.

1518년 1월이 되어서야 루터의 친구들이 95개조 반박문을 라틴어에서 독일어로 번역하여 인쇄하고 널리 복사하여, 이 논쟁은 인쇄기의 도움을 받은 역사상 최초의 논쟁 중 하나가 되었다. 2주 안에 반박문 사본은 독일 전역으로 퍼졌고, 2개월 안에 유럽 전역으로 퍼졌다. 반박문이 배포된 속도와 달리 교황청의 응답은 느렸다. 루터, 정부, 교회 관리들이 관련된 3년간의 논쟁과 협상 끝에, 1520년 6월 15일 교황은 교황 칙서 주여 일어나소서로 루터에게 60일 이내에 95개조 반박문을 포함한 자신의 저술에서 발췌된 41개 문장을 철회하지 않으면 파문될 것이라고 경고했다.
그해 가을, 요한 에크는 마이센과 다른 도시들에서 칙서를 공포했다. 교황 교황 특사 카를 폰 밀티츠는 해결책을 중재하려고 했으나, 10월에 교황에게 자신의 화해적인 <그리스도인의 자유에 관하여> 사본(교황은 읽기를 거부함)을 보냈던 루터는 1520년 12월 10일 비텐베르크에서 칙서와 교령들을 공개적으로 불태웠다. 이 행위는 그가 <교황과 그의 최근 저서가 불타야 하는 이유>와 <모든 조항에 대한 주장>에서 옹호했다.
그 결과, 루터는 1521년 1월 3일 교황 레오 10세에 의해 칙서 로마 교황은 마땅히로 파문되었다.

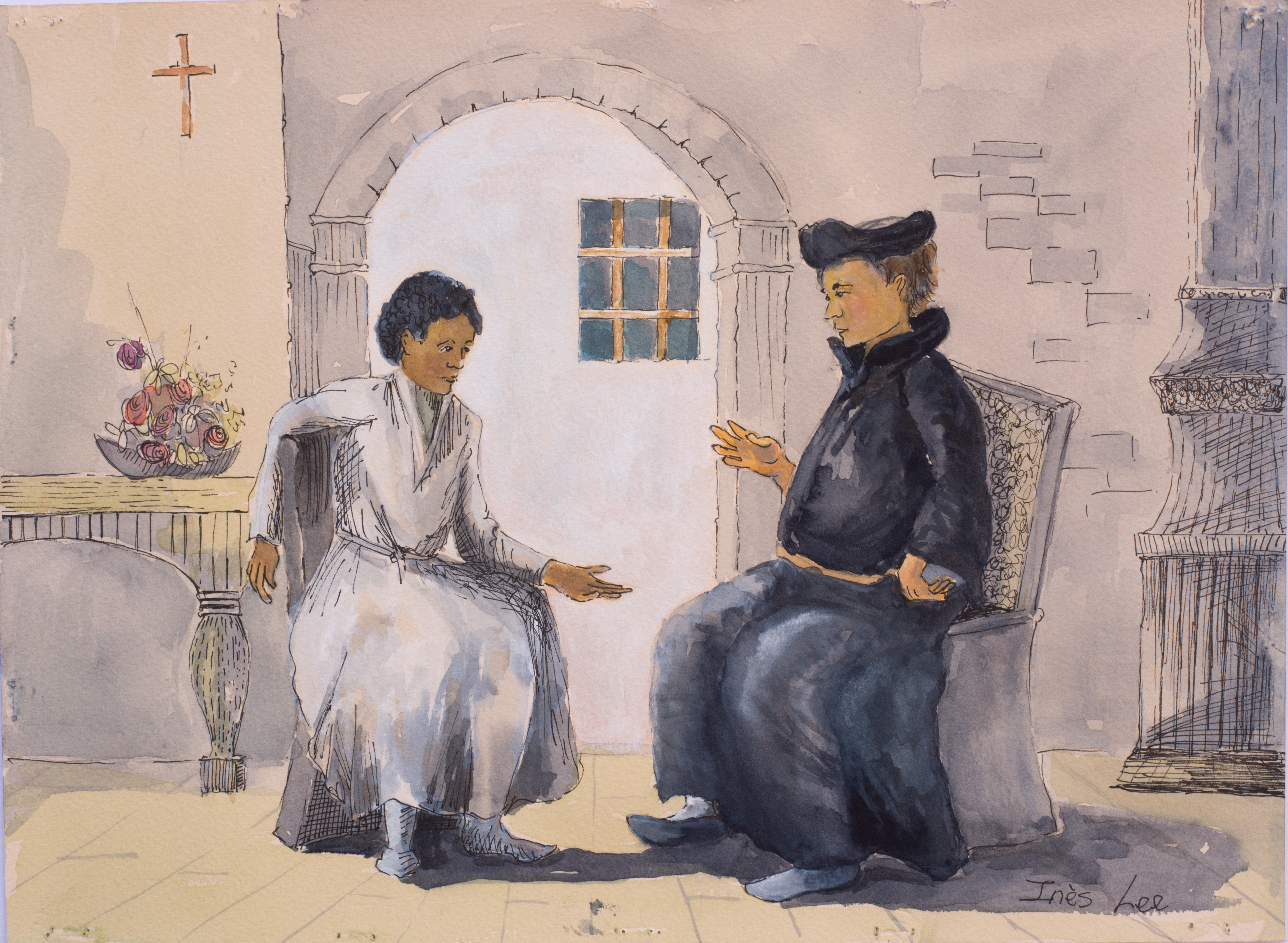
이네스 리가 그리고 존 다스 경이 2018년에 의뢰한, 비텐베르크에서 만난 미카엘 부제와 마르틴 루터.

1534년, 에티오피아 테와히도 정교회의 미카엘 부제는 비텐베르크로 여행하여 마르틴 루터를 만났고, 둘 다 루터교 미사와 에티오피아 정교회에서 사용되는 미사가 서로 일치한다고 동의했다. 그들의 논의에서 미카엘 부제는 또한 루터의 기독교 신앙 조항을 "좋은 신조"로 인정했다. 마르틴 루터는 에티오피아 정교회가 "양형영성체, 자국어 성경, 기혼 성직자"를 포함한 신앙 요소를 실천하고 있으며 이러한 관행이 루터교회에서 일반화되었음을 보았다. 루터교도들에게 "에티오피아 교회는 로마 가톨릭 교황권의 권위 밖에 있는 루터의 새로운 개신교 교회 비전에 정당성을 부여했다"고 할 수 있는데, 이는 "사도들과 직접적인 연관을 맺고 있는 고대 교회"였기 때문이다.

### 스위스

#### 츠빙글리
독일에서의 사건과 병행하여 울리히 츠빙글리 (1531년 사망)의 지도 아래 스위스에서도 운동이 시작되었다. 이 두 운동은 최근 도입된 인쇄기가 아이디어를 빠르게 퍼뜨리면서 대부분의 문제에 대해 신속하게 합의했지만, 일부 미해결된 차이점으로 인해 분리되었다. 츠빙글리의 일부 추종자들은 종교 개혁이 너무 보수적이라고 믿고, 독립적으로 더 급진적인 입장으로 나아갔으며, 그 중 일부는 오늘날 재세례파 사이에 남아 있다. 다른 개신교 운동들은 신비주의나 인본주의(데시데리위스 에라스뮈스 참조)의 노선을 따라 발전했으며, 때로는 로마나 개신교도들로부터 분리되거나 교회 밖에서 형성되기도 했다.

#### 장 칼뱅

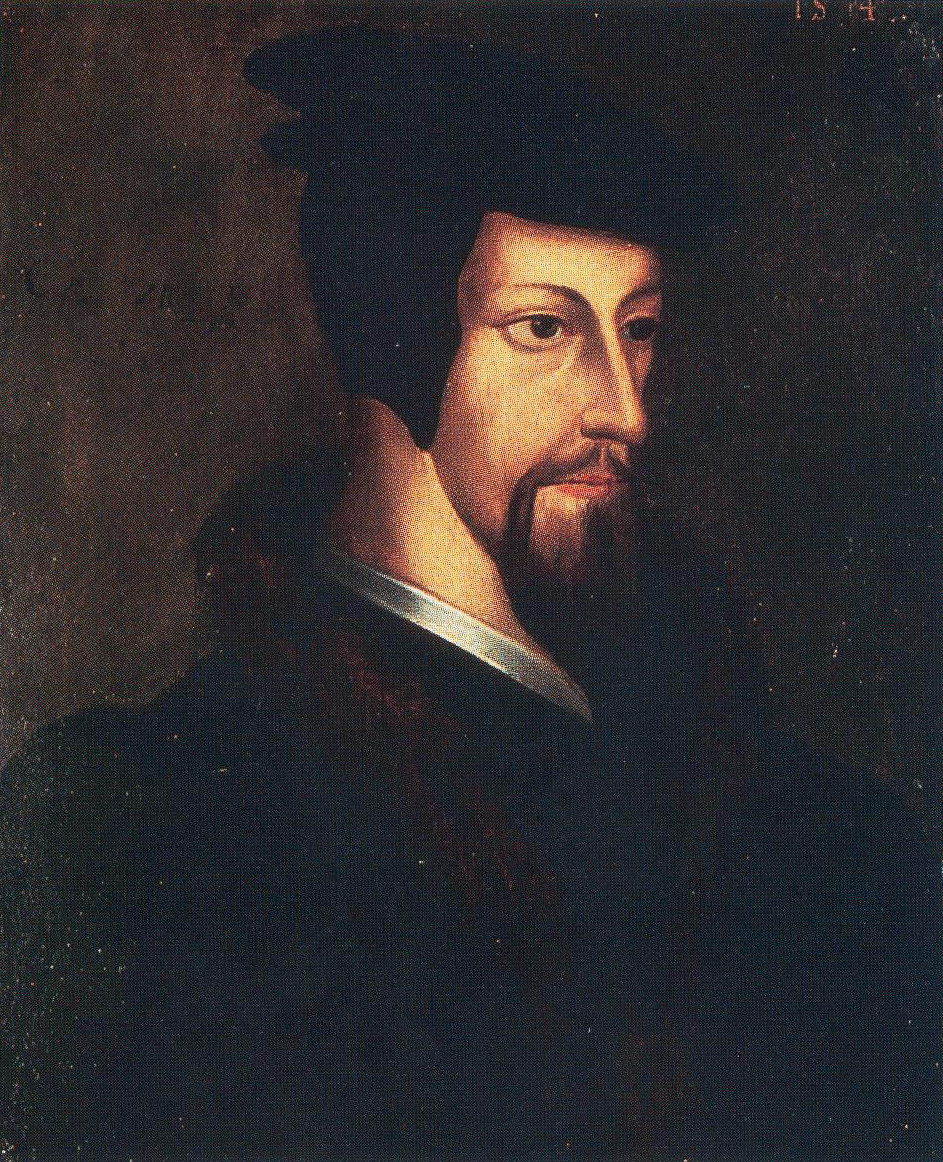
장 칼뱅은 종교 개혁의 주요 인물 중 한 명이었다. 그의 유산은 다양한 교회에 남아있다.

루터의 파문과 교황의 종교 개혁 정죄에 이어, 장 칼뱅의 저작과 글은 스위스, 스코틀랜드, 헝가리, 독일 등지에서 다양한 집단들 사이에 느슨한 합의를 확립하는 데 영향력을 행사했다.
제네바는 프랑스인 장 칼뱅이 이끄는 개신교 운동의 비공식 수도가 되었으며, 1564년 그가 사망할 때까지 지속되었다 (그 후 칼뱅의 동맹인 기욤 파렐이 그룹의 영적 리더십을 맡았다).
종교 개혁의 기반은 아우구스티누스 신학과 깊은 관련이 있었다. 루터와 칼뱅 모두 아우구스티누스의 신학적 가르침과 연결된 방식으로 사고했다. 개혁자들의 아우구스티누스주의는 그들이 당시 가톨릭교회에서 이단으로 여겼던 펠라기우스주의에 맞서 싸웠다. 역설적이게도, 루터와 칼뱅이 비슷한 신학적 가르침을 가지고 있었음에도 불구하고, 루터교도와 칼뱅주의자들 간의 관계는 갈등으로 발전했다.

### 스칸디나비아
모든 스칸디나비아는 16세기 동안 궁극적으로 루터교회를 채택했는데, 이는 덴마크 (노르웨이와 아이슬란드를 통치)와 스웨덴 (핀란드를 통치)의 군주들이 루터교로 개종했기 때문이다.
스웨덴에서 종교개혁은 1523년에 왕으로 선출된 구스타브 1세 바사가 주도했다. 교황이 스웨덴 교회 문제에 간섭하는 것에 대한 마찰은 1523년부터 스웨덴과 교황청 간의 공식적인 관계 단절로 이어졌다. 4년 후, 베스테로스 의회에서 왕은 의회가 국교회에 대한 자신의 지배권을 수용하도록 강제하는 데 성공했다. 왕은 모든 교회 재산을 소유하게 되었고, 교회 임명은 왕실 승인을 필요로 했으며, 성직자들은 민법의 적용을 받았고, "순수한 하느님의 말씀"은 교회에서 설교되고 학교에서 가르쳐지게 되었다—이는 루터교 사상에 대한 공식적인 인가를 효과적으로 부여한 것이다. 따라서 1527년 스웨덴은 공식적으로 개신교를 채택한 최초의 국민 국가가 되었다.
프레데리크 1세 (1523년–33년) 통치 기간 동안 덴마크는 공식적으로 가톨릭을 유지했다. 그러나 프레데리크는 처음에는 루터교도들을 박해하겠다고 맹세했지만, 곧 루터교 설교자들과 개혁가들을 보호하는 정책을 채택했는데, 그중 가장 유명한 인물은 한스 타우젠이었다. 그의 통치 기간 동안 루터교는 덴마크 인구 사이에 상당한 진전을 이루었다. 프레데리크의 아들 크리스티안은 공개적으로 루터교도였고, 이는 그의 아버지 사망 시 왕위 계승을 막았다. 그러나 뒤이은 내전에서 승리한 후, 1537년 그는 크리스티안 3세가 되어 공식 국교회의 개혁을 시작했다. 스웨덴(그리고 정치적으로 핀란드도 마찬가지)에서는 독일의 아우크스부르크 가통합 조치와 유사하게 교회를 가톨릭으로 절반쯤 되돌리려는 의도로 20년 동안 주요 예배 논쟁이 지속되었다.

### 잉글랜드

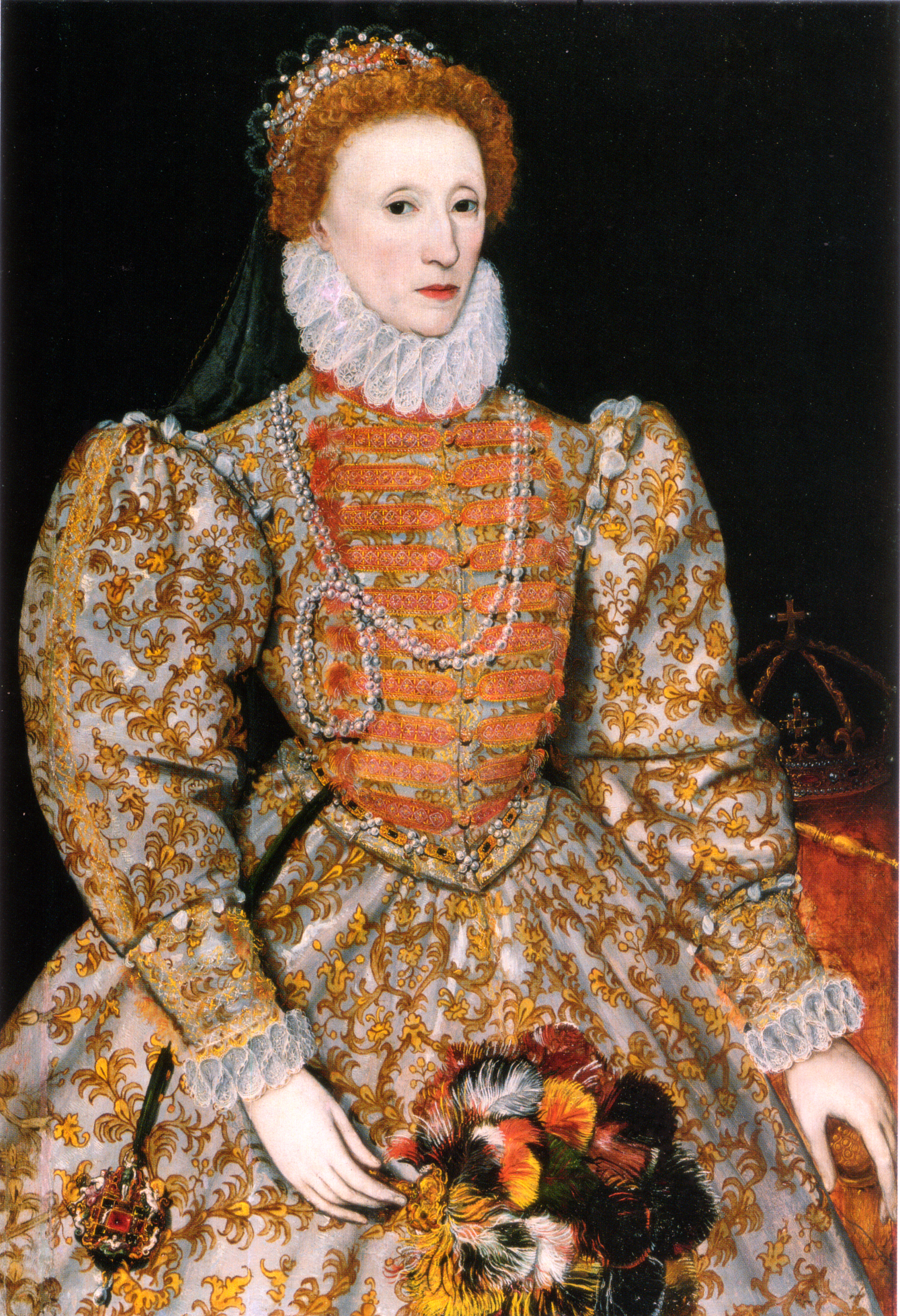
엘리자베스 1세, 잉글랜드와 아일랜드의 여왕.

헨리 8세 치하의 잉글랜드 국교회가 1529년에 시작되어 1536년에 완료된 로마로부터의 분리는 잉글랜드를 이 광범위한 개혁 운동에 합류시켰다. 그러나 영국 국교회 내의 종교적 변화는 유럽의 다른 지역보다 더 보수적으로 진행되었다. 헨리 왕 자신은 단지 로마와의 유대를 끊으려고만 했지만, 주교들, 특히 캔터베리 대주교 토머스 크랜머는 새로 해방된 교회를 개신교 종교 개혁으로 이끌었다. 잉글랜드 국교회의 개혁가들은 수세기 동안 고대 전통과 더 급진적인 개신교 사이에서 동요하며, 보수적인 관행과 청교도 사상 사이의 타협점을 모색했다. 빅토리아 시대에는 존 헨리 뉴먼에 의해 성공회 중용 노선으로 재해석되었으며, 이 개념은 성공회 담론의 현재 주제로 남아 있다.

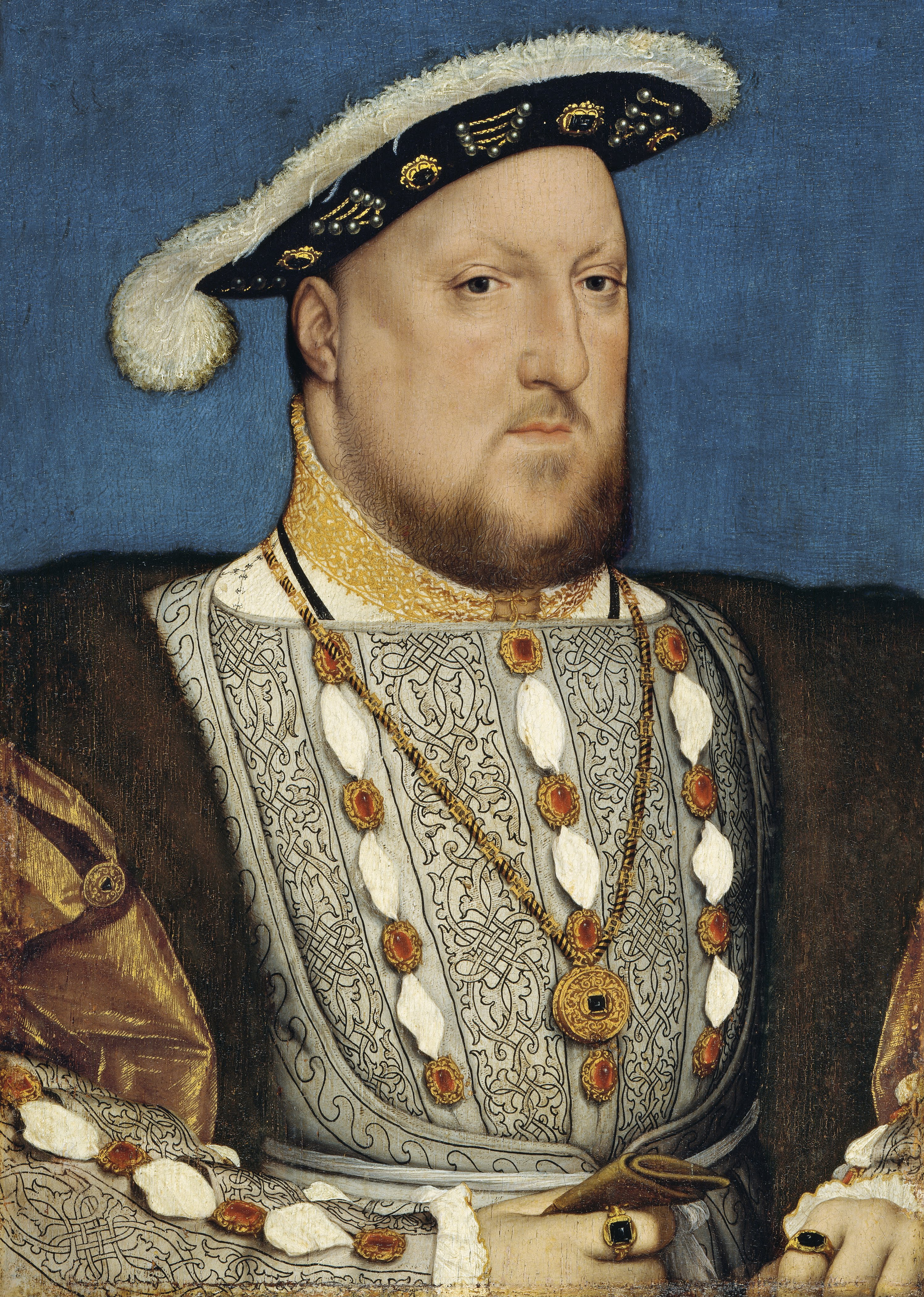
잉글랜드의 헨리 8세.

잉글랜드에서 종교 개혁은 유럽의 다른 지역과는 다른 길을 걸었다. 오랫동안 강력한 반성직자주의의 기류가 있었고, 잉글랜드는 이미 얀 후스를 보헤미아에서 고무시키는 데 중요한 역할을 했던 존 위클리프의 롤라드 운동이 일어났다. 롤라드주의는 억압되어 지하 운동이 되었기 때문에 1520년대 그 영향력을 평가하기는 어렵다.
잉글랜드 종교 개혁의 다른 특성은 처음에는 헨리 8세의 정치적 필요성에 의해 추진되었다. 헨리는 한때 진정한 로마 가톨릭 신자였으며 심지어 루터를 강력히 비판하는 책을 저술하기도 했지만, 나중에는 교황권과 결별하는 것이 편리하고 이득이 된다는 것을 알게 되었다. 그의 아내 아라곤의 캐서린은 메리라는 단 한 명의 자녀만을 낳았다. 잉글랜드가 최근 긴 왕조 분쟁(참조 장미 전쟁)을 겪었기 때문에, 헨리는 남자 상속인이 없으면 그의 후손들의 왕위 계승권이 위태로울까 봐 두려워했다. 그러나 교황 클레멘스 7세는 카를 5세의 "로마 약탈"에 더 집중하여 그의 혼인 무효 요청을 거부했다. 만약 클레멘스가 혼인 무효를 허락하여 그의 전임자 교황 율리오 2세가 실수했음을 인정했다면, 클레멘스는 교황들이 하느님의 뜻 대신 자신의 판단을 사용했다는 루터의 주장을 지지하는 셈이 되었을 것이다. 헨리 왕은 잉글랜드 국교회를 로마의 권위에서 벗어나게 하기로 결정했다. 1534년, 수장령은 헨리를 잉글랜드 교회의 최고 수장으로 만들었다. 1535년에서 1540년 사이에 토머스 크롬웰 치하에서 수도원 해산으로 알려진 정책이 시행되었다. 일부 성인 (종교) 숭배, 특정 순례, 일부 순례자 성지 또한 공격받았다. 엄청난 양의 교회 토지와 재산이 왕실의 손에 넘어갔고 궁극적으로 귀족과 젠트리의 손에 넘어갔다. 이로 인해 형성된 기득권은 해산을 지지하는 강력한 세력이 되었다.
헨리 8세의 종교개혁에 반대하는 주목할 만한 인물로는 토머스 모어와 존 피셔 주교가 있었는데, 그들은 반대 때문에 처형되었다. 또한 당시 대륙에서 유행하던 츠빙글리주의와 칼뱅주의 교리에 흠뻑 젖은 개혁가 집단도 성장하고 있었다. 헨리가 죽자 그의 개신교 아들 에드워드 6세가 뒤를 이었고, 그는 강력한 고문들(왕은 즉위 당시 9세였고 사망 시 16세도 되지 않았다)인 서머싯 공작과 노섬벌랜드 공작을 통해 교회 내 이미지 파괴와 찬트리 폐쇄를 명령했다. 에드워드 6세 치하에서 토머스 크랜머가 대주교로 재임하는 동안 잉글랜드 국교회의 개혁은 교리적으로 명확하게 확립되었다. 그러나 대중적 수준에서 잉글랜드의 종교는 여전히 유동적인 상태였다. 1553년–1558년 메리 1세 통치 기간 동안 짧은 로마 가톨릭 복원이 있은 후, 엘리자베스 1세 통치 기간 동안 느슨한 합의가 형성되었지만, 이 점은 역사가들 사이에서 상당한 논쟁의 대상이다. 그러나 엘리자베스 종교 정착이라고 불리는 것이 성공회의 기원으로 전통적으로 여겨진다. 이 타협은 불안정했으며 한편으로는 극단적인 칼뱅주의, 다른 한편으로는 가톨릭주의로 기울어질 수 있었지만, 동시대 프랑스의 피비린내 나는 혼란스러운 상황에 비하면, 17세기 청교도 혁명 또는 잉글랜드 내전까지는 비교적 성공적이었다.

#### 청교도

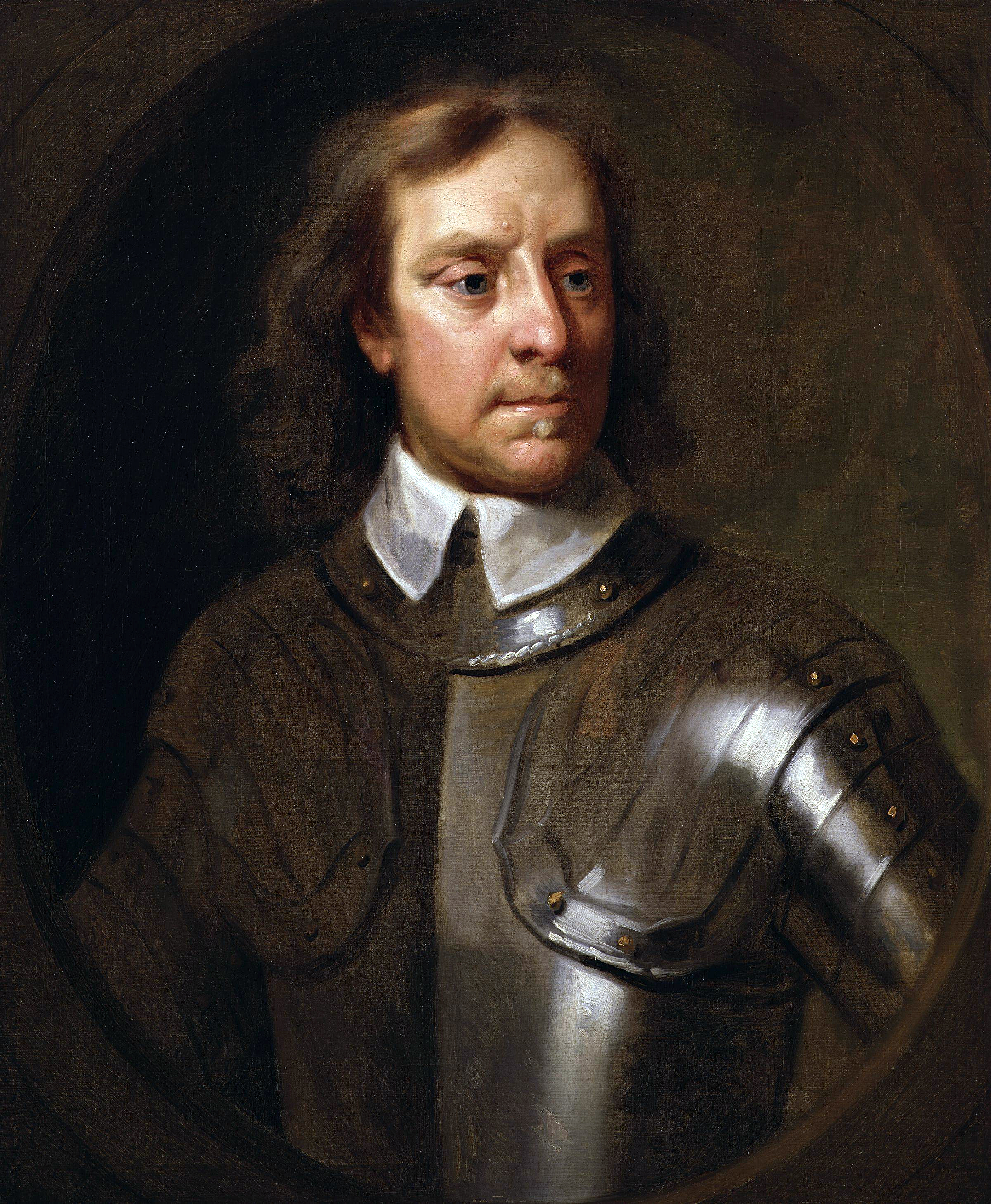
올리버 크롬웰은 독실한 청교도이자 군사 지도자로, 잉글랜드, 스코틀랜드, 아일랜드 공화국에서 권력을 잡았다.

유럽 대륙에서 반종교개혁의 성공과 개신교 개혁을 더욱 심화시키려는 청교도 당의 성장은 엘리자베스 시대를 양극화시켰지만, 1640년대에 이르러서야 잉글랜드는 이웃 국가들이 수세대 전에 겪었던 것과 유사한 종교적 갈등을 겪었다.
초기 청교도 운동(16세기 후반–17세기)은 개혁주의 또는 칼뱅주의적이었으며, 잉글랜드 국교회 개혁을 위한 운동이었다. 그 기원은 엘리자베스 종교 정착에 대한 불만족에 있었다. 목표는 잉글랜드 국교회가 유럽, 특히 제네바의 개신교 교회들과 더 비슷해지는 것이었다. 청교도들은 교회 내의 장식과 의식(성직자 복, 성의, 오르간, 무릎 꿇기)을 우상숭배적이라고 반대했으며, 이를 "교황주의적 화려함과 누더기"라고 비난했다. (참조 성직복 논쟁.) 그들은 또한 교회 재판소에도 반대했다. 그들은 성공회 기도서의 모든 의례 지침과 형식을 완전히 지지하는 것을 거부했고, 법적 강제와 조사를 통해 그 전례 질서를 부과하는 것은 청교도주의를 반대 운동으로 더욱 날카롭게 만들었다.
후기 청교도 운동은 종종 비국교회로 불렸으며, 결국 다양한 개혁주의 교단의 형성을 이끌었다.
가장 유명하고 잘 알려진 미국으로의 이민은 잉글랜드 성공회에서 분리된 청교도 분리주의자들의 이주였는데, 그들은 먼저 홀란트로 도피했다가 나중에 미국으로 가서 뉴잉글랜드 식민지를 건설했고, 이 식민지는 나중에 미국의 일부가 되었다.
이 청교도 분리주의자들은 "순례자"로도 알려져 있었다. 1620년에 플리머스(훗날 매사추세츠가 될 지역)에 식민지를 건설한 후, 청교도 순례자들은 잉글랜드의 왕으로부터 식민지를 합법화하는 헌장을 받았다. 이는 중상주의 원칙에 따라 잉글랜드 상인들과 무역 및 상업을 할 수 있도록 허용했다. 이 성공적인, 비록 처음에는 매우 어려웠지만, 식민지는 미국에서 개신교 존재의 시작(초기 프랑스, 스페인, 포르투갈 정착지는 가톨릭이었다)을 알렸고, 박해받던 개신교도들과 영국 제도 및 유럽(그리고 나중에는 전 세계)의 다른 소수자들이 평화, 자유, 기회를 찾아 도피하는 일종의 영적 및 경제적 자유의 오아시스가 되었다.
식민지 개척자들의 원래 의도는 잉글랜드와 나머지 유럽에서 거부당했던 영적 청교도주의를 확립하고, 잉글랜드 및 아메리카 원주민과 평화로운 상업에 종사하며, 아메리카 대륙의 사람들을 기독교화하는 것이었다.

### 스코틀랜드

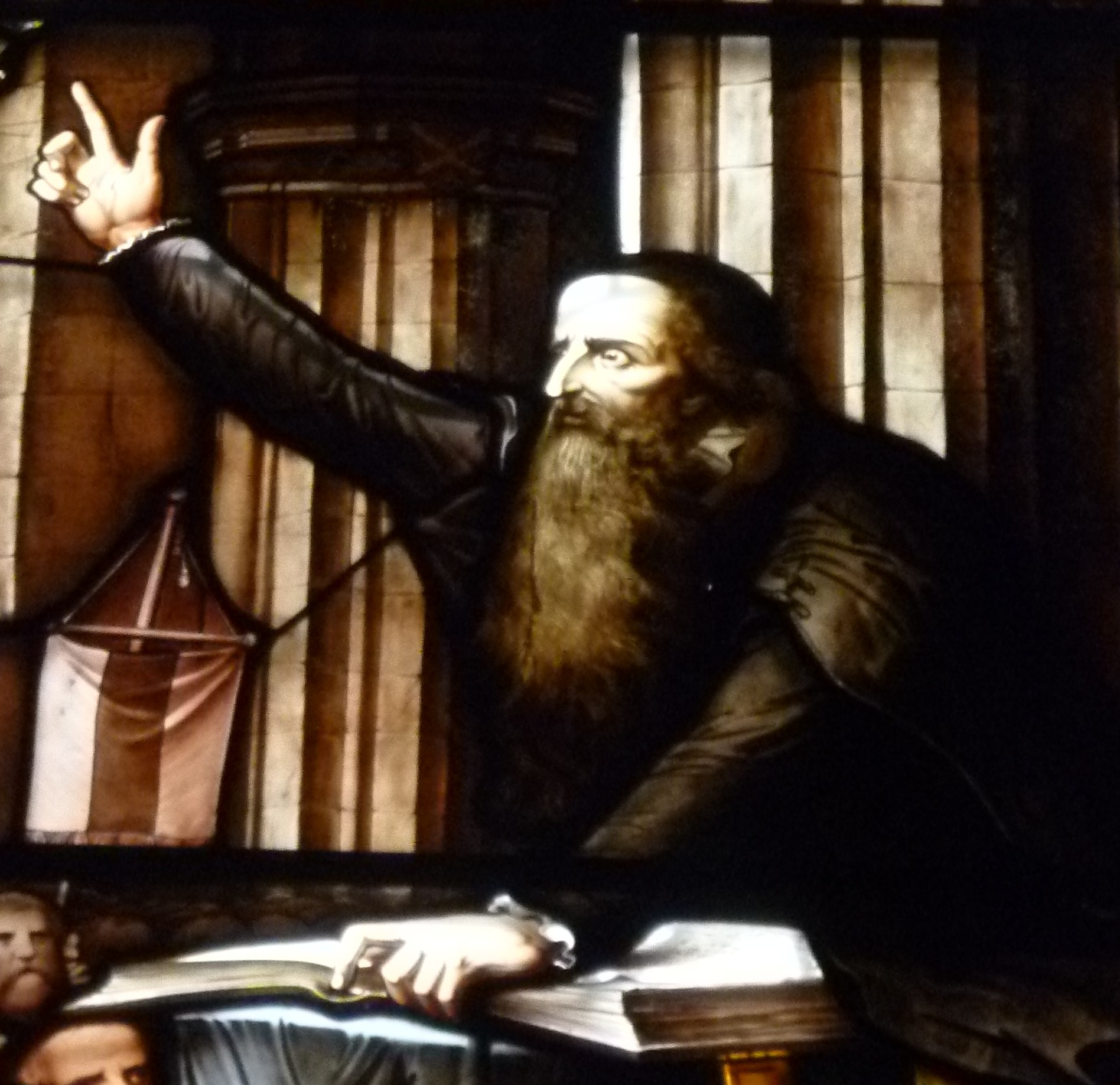
존 녹스는 스코틀랜드 종교개혁의 주요 인물이었다.

스코틀랜드의 종교 개혁은 교회적으로는 개혁 신학 노선을 따라 교회를 재건하는 것으로, 정치적으로는 프랑스에 대한 잉글랜드의 영향력 승리로 절정에 달했다. 존 녹스는 스코틀랜드 종교 개혁의 지도자로 간주된다.
1560년 스코틀랜드 종교개혁 의회는 교황의 권위를 부정하고 미사 거행을 금지하며 개신교 신앙고백을 승인했는데, 이는 부재중인 딸 스코틀랜드의 메리 여왕 (프랑스 왕비)의 이름으로 스코틀랜드를 통치했던 섭정 기즈의 메리의 통치하에서 프랑스의 헤게모니에 대한 혁명으로 가능했다.
스코틀랜드 종교 개혁은 스코틀랜드 교회를 결정적으로 형성했으며, 나중에 이를 통해 전 세계의 다른 모든 장로교 교회들을 형성했다.
마르틴 루터의 활동 직후 가톨릭 신자들 사이에서도 영적 부흥이 일어났고, 이는 스코틀랜드 언약도 운동으로 이어졌으며, 이는 스코틀랜드 장로교의 선구자가 되었다. 이 운동은 확산되어 잉글랜드의 성공회 내 청교도 형성에도 큰 영향을 미쳤다. 스코틀랜드 언약도들은 로마 가톨릭교회에 의해 박해받았다. 가톨릭의 이러한 박해로 인해 일부 개신교 언약도 지도자들은 스코틀랜드를 떠나 프랑스로, 나중에는 스위스로 망명했다.

### 프랑스
개신교는 프랑스에도 퍼졌고, 프랑스에서는 개신교도들이 "위그노"로 알려지게 되었다.

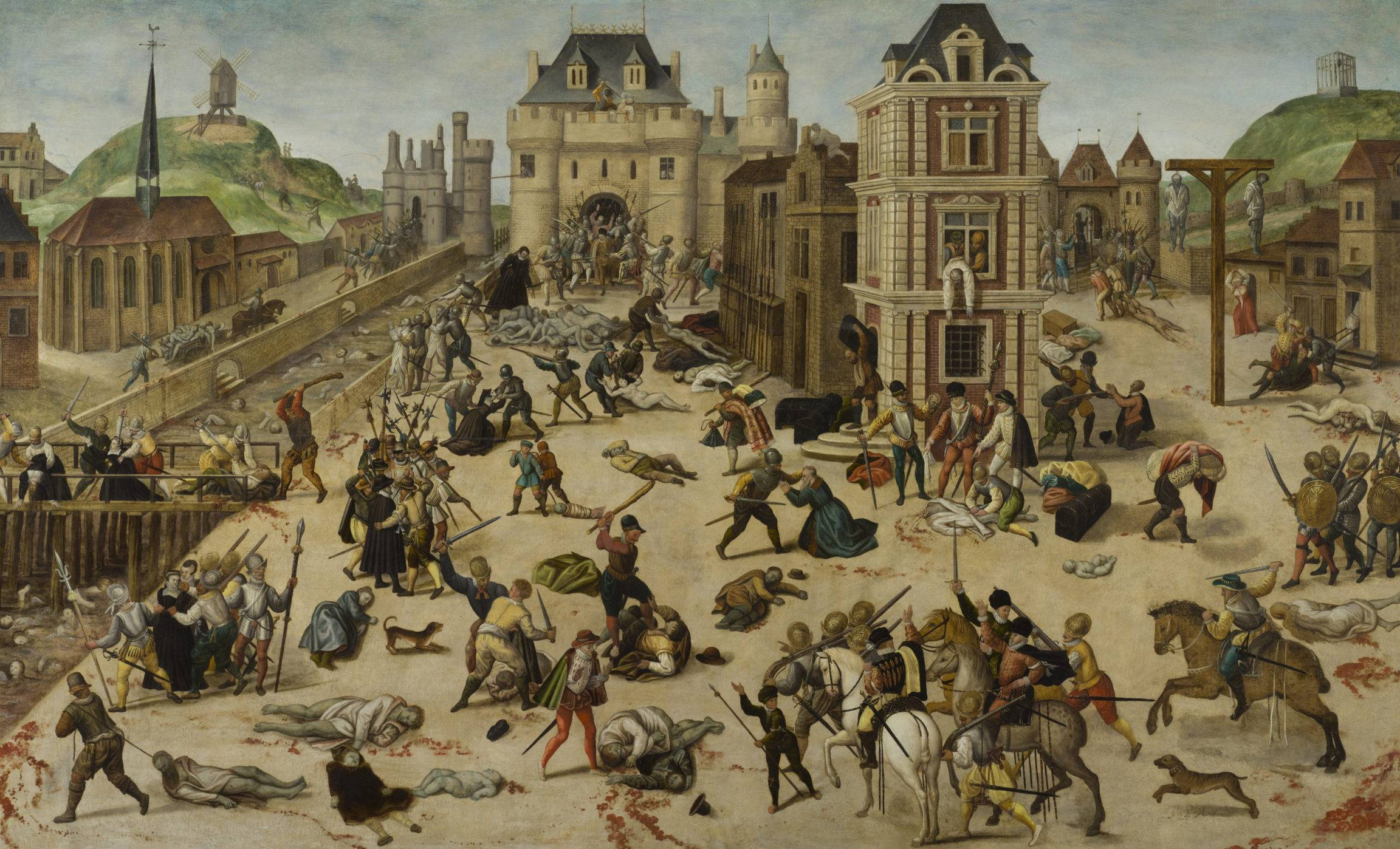
프랑수아 뒤부아가 그린 1572년 성 바르톨로메오 축일의 학살 (1529년–1584년)

개인적으로 종교 개혁에 관심이 없었음에도 불구하고, 프랑수아 1세 (재위 1515년–1547년)는 처음에는 인본주의 운동에 대한 자신의 관심에 따라 관용적인 태도를 유지했다. 이는 1534년 벽보 사건으로 바뀌었다. 이 사건에서 개신교도들은 가톨릭 미사를 비난하는 벽보를 프랑스 전역, 심지어 왕실 거처까지 붙였다. 이 시기에 종교적 신앙 문제가 정치 영역으로 들어서면서 프랑수아는 이 운동을 왕국의 안정에 대한 위협으로 간주하게 되었다.
벽보 사건 이후, 범인들이 검거되었고, 적어도 12명의 이단자가 사형에 처해졌으며, 개신교도에 대한 박해가 증가했다. 그 당시 프랑스를 떠난 이들 중 한 명은 장 칼뱅이었는데, 그는 1535년 바젤로 이민을 갔다가 1536년 마침내 제네바에 정착했다. 프랑스 왕의 손이 닿지 않는 제네바에서 칼뱅은 프랑스 교회를 위한 목사 양성을 포함하여 본국의 종교 문제에 계속 관심을 가졌다.
프랑스의 개신교도 수가 증가함에 따라 재판을 기다리는 감옥의 이단자 수도 증가했다. 노르망디에서 사건 부담을 줄이기 위한 실험적 접근 방식으로, 1545년 루앙 고등법원에 이단 재판만을 위한 특별 법원이 설립되었다. 앙리 2세가 1547년 왕위에 오르자 개신교도 박해는 심화되었고, 파리 고등법원에도 이단 재판을 위한 특별 법원이 설립되었다. 이 법원들은 화형대에서 사형을 선고하는 평판 때문에 "화형 재판소"로 알려지게 되었다.
앙리 2세의 심한 박해에도 불구하고, 대체로 칼뱅주의적 방향을 따르는 프랑스 개혁교회는 국가의 많은 지역, 도시의 부르주아지와 귀족정 일부에서 꾸준히 진전을 보였으며, 가톨릭 교단의 완고함과 안일함에 소외된 사람들에게 호소했다.
프랑스 개신교는 박해 속에서 그 호소력이 커졌지만, 1550년대 귀족들의 개종으로 더욱 분명해진 정치적 성격을 띠게 되었다. 이는 위그노 전쟁으로 알려진 일련의 파괴적이고 간헐적인 갈등을 위한 전제 조건을 만들었다. 내전은 1559년 앙리 2세의 갑작스러운 죽음으로 인해 더욱 심화되었는데, 이는 프랑스 왕권의 장기적인 약화 시기를 알리는 것이었다. 잔학행위와 분노는 그 시대의 특징이 되었으며, 1572년 8월 성 바르톨로메오 축일의 학살에서 가장 극명하게 드러났다. 이 사건에서 가톨릭교회는 프랑스 전역에서 3만에서 10만 명의 위그노를 전멸시켰다. 전쟁은 앙리 4세, 스스로 위그노였던 그가 낭트 칙령을 발표하여 개신교 소수자에게 공식적인 관용을 약속했지만, 매우 제한적인 조건하에서 이루어졌다. 가톨릭교는 공식 국교로 남았고, 프랑스 개신교의 운명은 다음 세기 동안 점진적으로 쇠퇴하여 루이 14세의 퐁텐블로 칙령으로 절정에 달했는데, 이는 낭트 칙령을 폐지하고 가톨릭교를 프랑스의 유일한 합법적 종교로 만들었다. 퐁텐블로 칙령에 대한 응답으로 프리드리히 빌헬름 폰 브란덴부르크 선제후는 포츠담 칙령을 선언하여 프랑스 위그노 난민들에게 자유로운 통행을 허용하고 10년간 면세 혜택을 주었다.

### 네덜란드

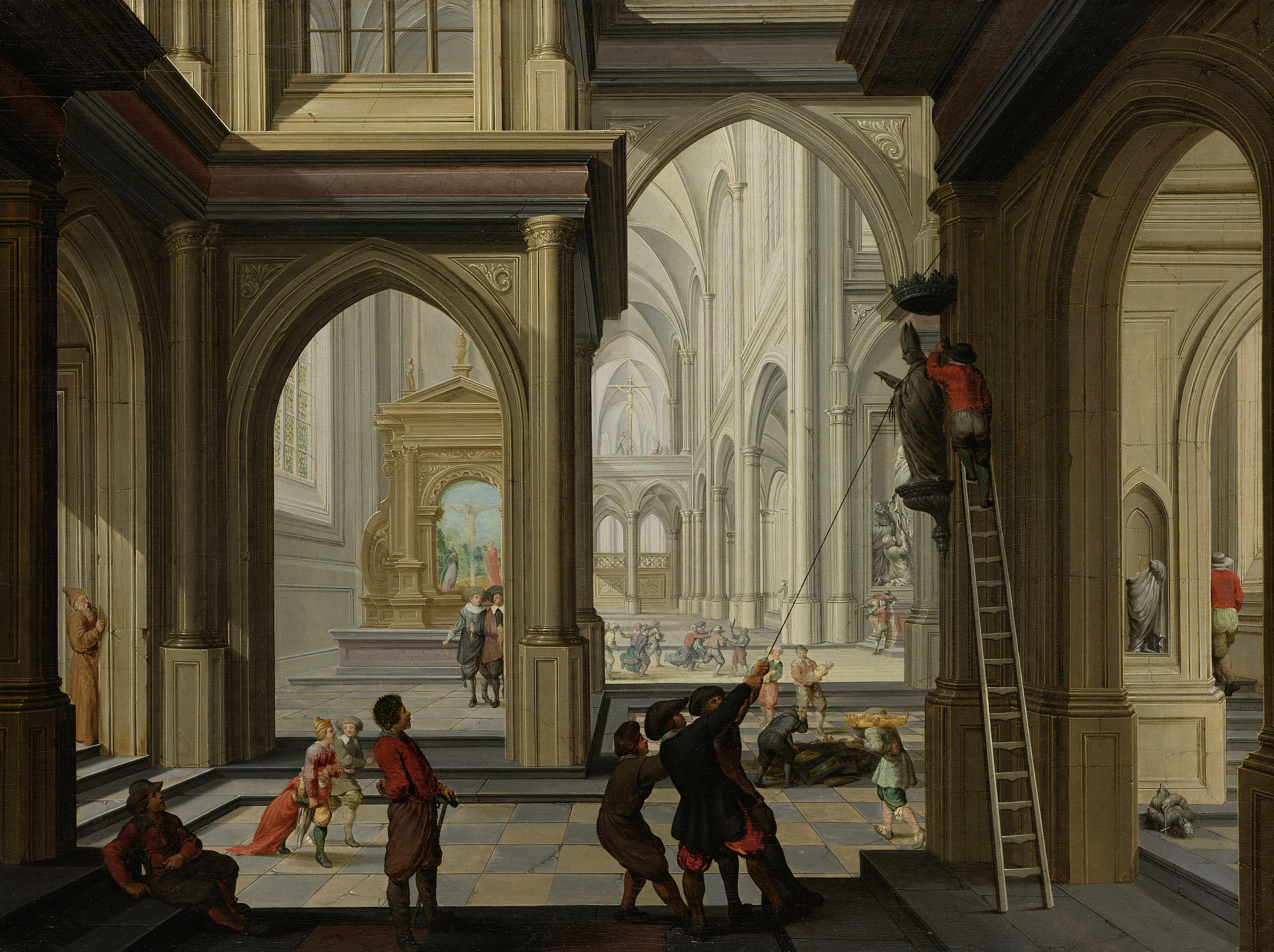
성상 파괴 운동: 1566년 네덜란드 교회들을 휩쓴 가톨릭 성상 조직적 파괴, 즉 베엘덴스토름(Beeldenstorm).

네덜란드의 종교 개혁은 다른 많은 나라들과 달리 네덜란드 17주의 통치자들에 의해 시작된 것이 아니라, 여러 대중 운동에 의해 시작되었으며, 이는 다시 유럽 대륙의 다른 지역에서 온 개신교 난민들의 유입으로 강화되었다. 종교 개혁 초기 수십 년 동안 재세례파 운동이 이 지역에서 인기를 누렸지만, 화란 개혁교회 형태의 칼뱅주의는 1560년대 이후 이 나라에서 지배적인 개신교 신앙이 되었다.
펠리페 2세의 스페인 정부에 의한 개신교도들의 가혹한 박해는 지방들의 독립 열망에 기여했으며, 이는 네덜란드 독립 전쟁으로 이어졌고, 결국 대부분 개신교인 네덜란드 공화국이 가톨릭이 지배적인 남네덜란드, 즉 현재의 벨기에로부터 분리되었다.

### 헝가리
헝가리 왕국 인구의 대부분은 16세기에 개신교를 받아들였다. 1526년 모하치 전투 이후 헝가리 국민들은 정부가 그들을 보호할 수 없다는 사실에 실망했다.
이 나라에서 개신교가 확산된 것은 마르틴 루터의 저술을 이해하고 번역할 수 있는 대규모 독일계 소수 민족의 도움을 받았다. 루터교는 독일어 사용 인구 사이에서 발판을 마련했지만, 칼뱅주의는 헝가리 민족 사이에서 널리 받아들여졌다.

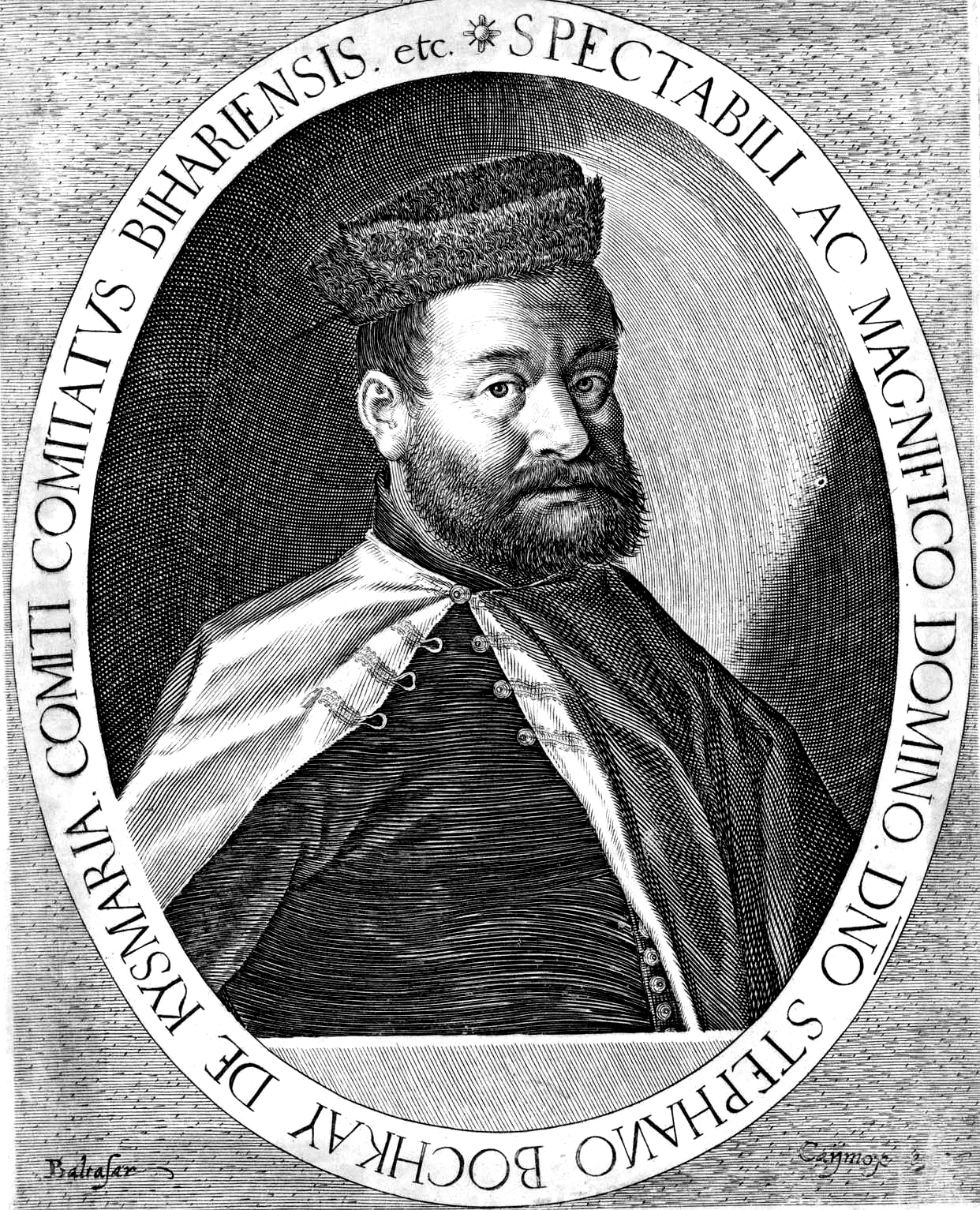
이슈트반 보치카이는 오스만 제국의 도움으로 신성 로마 제국 황제가 헝가리인들에게 로마 가톨릭을 강요하는 것을 막았다.

더 독립적인 북서부 지역에서는 합스부르크 군주국에 의해 보호를 받는 통치자들과 사제들이 옛 가톨릭 신앙을 수호했다. 그들은 개신교도들을 가능한 한 감옥에 보내고 화형에 처했다. 그러한 강력한 조치는 항의의 불길을 더욱 부채질했다. 개신교 지도자들로는 마티아스 비로 데바이, 미카엘 스타라이, 스티븐 키스 세게디 등이 있었다.
개신교도들은 16세기 말 헝가리 인구의 대다수를 차지했을 것으로 보이지만, 17세기 반종교개혁 노력으로 왕국의 대다수가 가톨릭으로 재개종했다. 상당한 개신교 소수 집단은 남아 있었는데, 대부분 칼뱅주의 신앙을 고수했다.
1558년 트란실바니아 의회는 로마 가톨릭교회와 루터교회 모두의 자유로운 신앙 활동을 선언했지만, 칼뱅주의는 금지했다. 10년 후, 1568년 의회는 이 자유를 확대하여 "아무도 자신의 종교를 이유로 투옥하거나 추방하여 위협하는 것을 허용하지 않는다"고 선언했다. 네 가지 종교가 인정되는 종교(recepta)로 선언되었고, 동방 정교회는 "용인"되었다 (비록 석조 정교회 건물은 금지되었지만). 헝가리는 30년 전쟁에 참전했고, 왕실 (합스부르크) 헝가리는 가톨릭 편에, 트란실바니아는 개신교 편에 섰다.
1604년부터 1711년 사이에 일련의 성공적이고 실패한 반합스부르크, 즉 반오스트리아 봉기(모든 기독교 종교에 대한 동등한 권리와 자유를 요구하는)가 있었는데, 봉기는 대개 트란실바니아에서 조직되었다. 17세기 합스부르크의 제한적인 반종교개혁 노력으로 왕국의 대다수가 가톨릭으로 재개종했다.

## 19세기

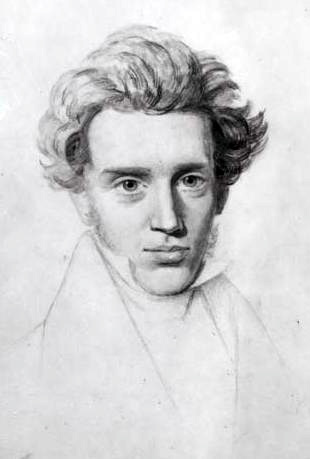
덴마크의 철학자이자 루터교 신학자 쇠렌 키르케고르

역사가 케네스 스콧 라터렛은 19세기 초 개신교의 전망이 암울했다고 주장한다. 그것은 북서 유럽에 기반을 둔 지역 종교였으며, 희박하게 정착된 미국에 전초 기지를 두고 있었다. 그것은 스칸디나비아, 네덜란드, 프로이센, 특히 영국과 같이 정부와 긴밀하게 동맹을 맺고 있었다. 이 동맹은 독립성을 대가로 치렀는데, 정부가 목사의 봉급과 새로운 교회의 위치와 같은 세부 사항에 이르기까지 기본적인 정책 결정을 내렸기 때문이다.
계몽시대의 지배적인 지적 흐름은 이성주의를 장려했고, 대부분의 개신교 지도자들은 일종의 이신론을 설교했다. 지적으로, 역사 및 인류학 연구의 새로운 방법은 성경 이야기에 대한 자동적인 수용을 약화시켰으며, 지질학과 생물학 과학도 마찬가지였다. 산업화는 노동자들이 도시로 이주하면서 교회에 거의 가지 않았기 때문에 매우 부정적인 요인이었다. 교회와 비교인 사이의 간극이 빠르게 커졌고, 사회주의와 자유주의에 기반을 둔 세속적인 세력은 종교의 위신을 약화시켰다.
부정적인 힘에도 불구하고 개신교는 1900년까지 놀라운 활력을 보였다. 계몽시대의 이성주의를 떨쳐버리고, 개신교도들은 개인적이고 보이지 않는 것을 강조하는 낭만주의를 받아들였다. 프리드리히 슐라이어마허, 쇠렌 키르케고르, 알브레히트 리츨, 아돌프 폰 하르나크가 표현한 새로운 사상들은 신학의 지적 힘을 회복시켰다. 아우크스부르크, 하이델베르크, 웨스트민스터 신앙고백과 같은 역사적 신앙고백에 대한 더 많은 관심이 있었다. 대륙의 경건주의와 영국의 복음주의 운동은 엄청나게 확장되어, 독실한 사람들을 형식과 의례에 대한 강조에서 벗어나 그리스도와의 개인적인 관계에 대한 내적 감수성으로 이끌었다. 전형적인 개신교도의 종교적 관점에서 볼 때, 교회나 의례보다는 개인에 초점을 맞춘 훨씬 더 개인화된 종교성이라는 측면에서 주요 변화가 진행되고 있었다. 19세기 후반의 이성주의는 사라지고, 특히 죄악, 구속, 기독교의 신비와 계시를 숙고하는 측면에서 개인의 심리와 감정에 대한 새로운 강조가 있었다. 경건주의적 부흥은 개신교도들 사이에서 흔했다. 교육과 노예 제도, 알코올 중독, 빈곤과 같은 사회적 악에 대한 반대와 같은 사회 활동은 사회 봉사를 위한 새로운 기회를 제공했다. 무엇보다도, 전 세계적인 선교 활동은 영국, 독일, 네덜란드 제국의 제국주의와 긴밀히 협력하여 성공을 거두었으며, 매우 귀중한 목표가 되었다.

### 영국
잉글랜드에서 성공회 신자들은 그들의 유산 중 역사적으로 가톨릭적인 요소를 강조했는데, 고교회파는 의식에 성의와 향을 다시 도입했으며, 이는 저교회 복음주의자들의 반대에 부딪혔다. 옥스퍼드 운동이 잉글랜드 국교회에 전통적인 가톨릭 신앙과 관행을 회복하는 것을 주장하기 시작하면서(앵글로가톨릭주의 참조), 수도주의 삶의 회복이 필요하다고 느껴졌다. 성공회 사제 존 헨리 뉴먼은 1840년대 옥스퍼드 근처 리틀모어에 남성 공동체를 설립했다. 그 이후로 세계성공회동체 내에 출가자, 탁발수도사, 수녀, 수녀 등의 많은 성공회 수도회가 설립되었다. 1848년, 마더 프리실라 리디아 셀론은 성공회 자선 수녀회를 설립했으며, 잉글랜드 종교 개혁 이후 성공회 내에서 종교적 서원을 한 최초의 여성이 되었다. 1840년대부터 다음 백 년 동안 영국, 미국 등지에서 남성과 여성을 위한 수도회가 번성했다.

### 독일

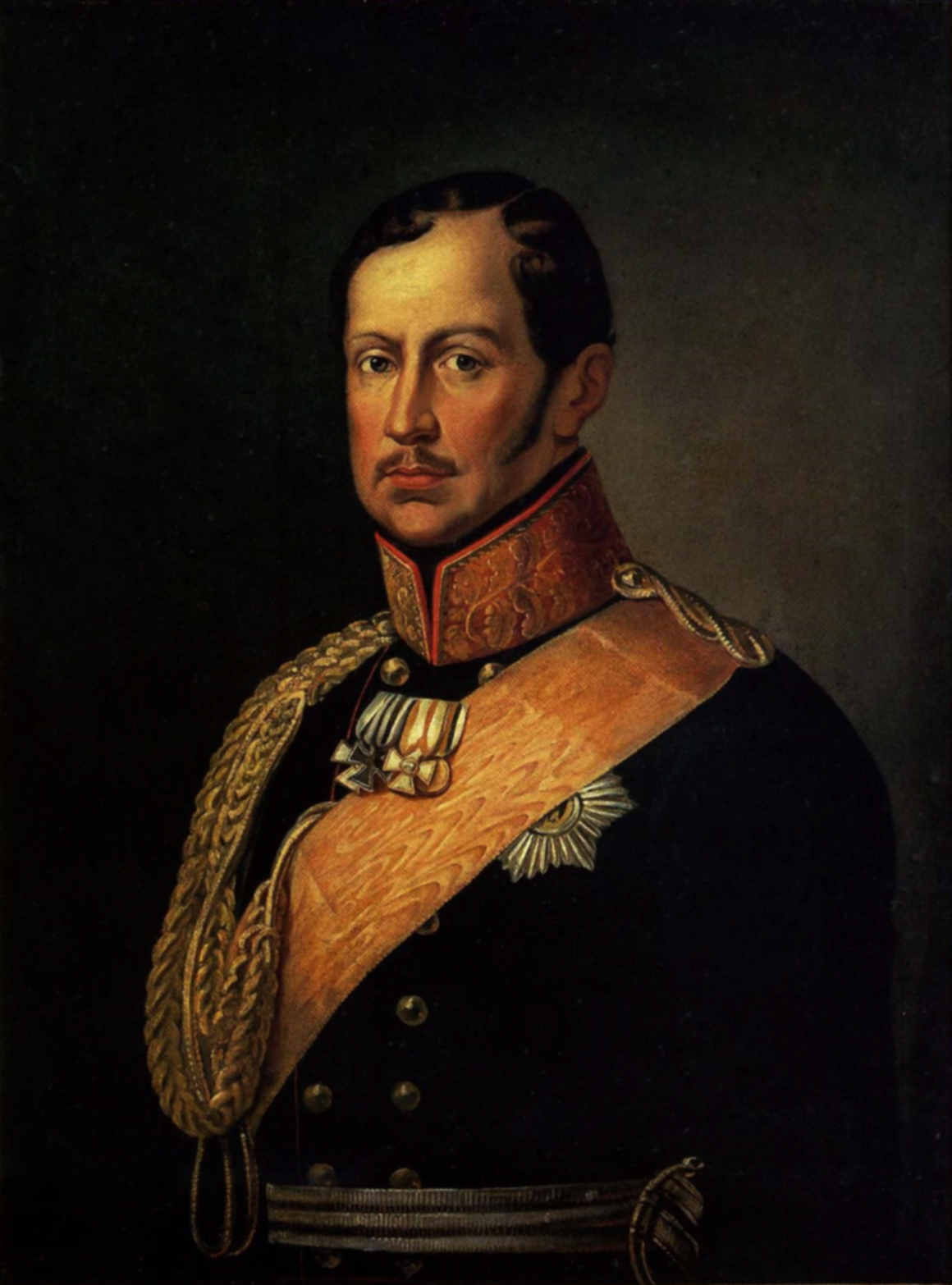
프리드리히 빌헬름 3세는 1797년부터 1840년까지 프로이센을 통치했다.

두 가지 주요 발전이 독일의 종교를 재편했다. 전국적으로 더 큰 루터교회와 더 작은 개혁주의 개신교 교회를 통합하려는 움직임이 있었다. 교회 자체는 바덴, 나사우, 바이에른에서 이를 이루었다. 그러나 프로이센의 프리드리히 빌헬름 3세 왕은 협의 없이 자신의 조건에 따라 통합을 전적으로 처리하기로 결정했다. 그의 목표는 개신교 교회를 통합하고, 단일한 표준화된 전례, 조직, 심지어 건축까지 부과하는 것이었다. 장기적인 목표는 모든 개신교 교회에 대한 완전한 중앙집권적인 왕실 통제를 확립하는 것이었다. 수십 년에 걸친 일련의 선언을 통해 프로이센 연합교회가 형성되어, 더 많은 수의 루터교도와 더 적은 수의 개혁주의 개신교도를 하나로 모았다. 이제 프로이센 정부는 교황 자신을 선도적인 주교로 인정하면서 교회 사무에 대한 완전한 통제권을 가졌다. 통합에 대한 반대는 루터 시대부터 따랐던 신학적, 전례적 형태를 굳건히 고수하는 실레시아의 "옛 루터교도들"에게서 나왔다. 정부는 그들을 탄압하려 했고, 그들은 지하로 숨어들었다. 수만 명이 남오스트레일리아로, 특히 미국으로 이주하여 현재도 보수적인 교단으로 운영되고 있는 미주리 시노드를 형성했다. 마침내 1845년 새로운 왕 프리드리히 빌헬름 4세는 일반 사면을 제공하고 옛 루터교도들이 명목상의 정부 통제만을 받는 별도의 교회 연합을 형성할 수 있도록 허용했다.

## 대각성 운동
틀:대각성 (운동)
"대각성 운동"은 1730년대부터 시작된 미국 종교사에서 급격하고 극적인 종교적 부흥 시기였다.

### 제1차 대각성 운동
"제1차 대각성 운동" (또는 때때로 "대각성 운동")은 1730년대와 1740년대에 미국 식민지를 휩쓴 개신교도들 사이의 종교적 열정의 물결로, 미국 종교에 영구적인 영향을 미쳤다. 그것은 경건한 설교, 초보적인 전례, 그리고 그리스도 예수에 의한 개인적인 죄책감과 구원에 대한 깊은 감각이라는 전통적인 개혁주의 덕목을 강조했다. 그것은 (이미 교인이었던) 청중에게 깊은 영향을 미친 강력한 설교의 결과였다. 역사가 시드니 E. 알스트롬은 이를 독일의 경건주의, 복음주의 부흥, 그리고 잉글랜드의 감리교회를 탄생시킨 "위대한 국제 개신교 격변"의 일부로 보았다. 그것은 회중 교회, 장로교, 화란 개혁교회, 독일 개혁 교파를 재편하는 데 큰 영향을 미쳤으며, 작은 침례교와 감리교회 교파를 강화했다. 그것은 노예들에게 기독교를 전파했고 뉴잉글랜드에서 기존 권위에 도전한 종말론적 사건이었다. 그것은 의례와 교리를 고집하는 전통주의자들과 새로운 부흥가들 사이에 불화와 분열을 야기했다. 그것은 성공회와 퀘이커에는 거의 영향을 미치지 않았다.
1800년경 시작되어 비기독교인들에게까지 미친 제2차 대각성 운동과는 달리, 제1차 대각성 운동은 이미 교인이었던 사람들에게 집중되었다. 그것은 그들의 의례, 경건, 그리고 자아 인식을 변화시켰다. 새로운 설교 방식과 사람들이 신앙을 실천하는 방식은 미국 종교에 새로운 활력을 불어넣었다. 사람들은 지적인 담론을 무관심하게 듣는 대신, 자신의 종교에 열정적이고 감정적으로 몰입하게 되었다. 이러한 새로운 설교 방식을 사용한 목사들은 일반적으로 "새로운 빛"이라고 불렸고, 옛 방식의 설교자들은 "옛 빛"이라고 불렸다. 사람들은 집에서 성경을 공부하기 시작했는데, 이는 종교적 문제에 대한 대중을 교육하는 수단을 효과적으로 분산시켰고, 종교 개혁 시기 유럽에서 나타난 개인주의적 경향과 유사했다.

### 제2차 대각성 운동

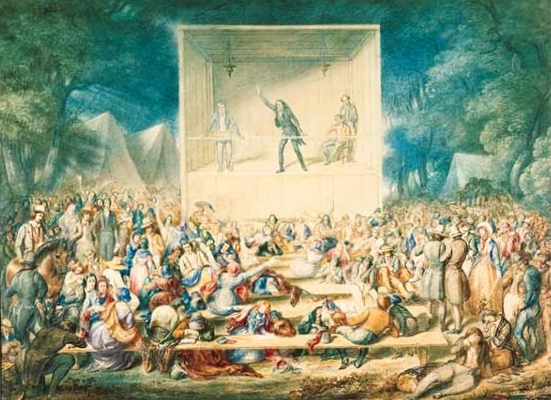
1839년 미국 제2차 대각성 운동 중의 감리교회 야영 집회.

"제2차 대각성 운동" (1790년대–1840년대)은 미국 역사상 두 번째 대규모 종교 부흥 운동으로, 18세기의 제1차 대각성 운동과는 달리 비종교인들에게 초점을 맞추고 그들에게 부흥회에서 경험하는 깊은 개인적 구원의 감각을 심어주려고 했다. 또한 몰몬교와 성결 운동과 같은 단체들의 시작을 촉발했다. 지도자들로는 찰스 G. 피니, 라이먼 비쳐, 바튼 스톤, 피터 카트라이트, 제임스 핀리 등이 있었다.
뉴잉글랜드에서는 종교에 대한 재관심이 사회 운동의 물결을 고무시켰다. 뉴욕주 서부에서는 부흥의 정신이 성경 복귀 운동, 후기 성도 운동, 재림주의, 성결 운동의 출현을 촉진했다. 특히 서부—켄터키주 케인 리지와 테네시주—에서는 부흥이 감리교회와 침례교를 강화하고 미국에 새로운 형태의 종교적 표현인 스코틀랜드식 야영 집회를 도입했다.
제2차 대각성 운동은 개척지 전역으로 퍼져나갔는데, 이는 새로운 국가의 삶에서 하느님을 위한 중요한 자리에 대한 강렬한 열망, 성경에 대한 새로운 해석에 대한 새로운 자유주의적 태도, 그리고 진정한 영성을 위한 열정의 전염성 있는 경험에 힘입었다. 이러한 부흥이 확산되면서 당시의 개신교 종파에 개종자들을 모았다. 그러나 부흥은 결국 교파 경계를 자유롭게 넘나들며 거의 동일한 결과를 낳았고, 이들 교파 신자들이 자신의 교파에 충실하게 유지되던 충성심을 허물어뜨리는 데 그 어느 때보다 나아갔다. 결과적으로 부흥은 복음주의 교회, 특히 당시 대부분의 복음주의 교회에서 명목상 받아들여지거나 적어도 용인되던 칼뱅주의 교리에 대한 불만이 커지는 것과 동반되었다.
여러 무소속 운동들이 일어났는데, 이들은 종종 복원주의적 관점을 가지고 있었으며, 당시의 현대 기독교를 참되고 원래의 기독교로부터의 일탈로 간주했다. 이들 단체들은 개신교 교파주의와 정통 기독교 신앙고백을 초월하여 기독교를 원래의 형태로 복원하려고 시도했다.

### 제3차 대각성 운동

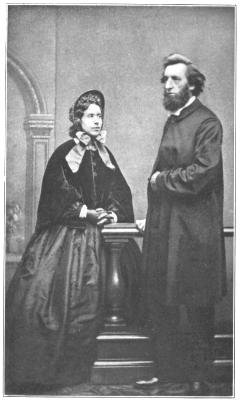
윌리엄 부스와 그의 아내는 제3차 대각성 운동 동안 구세군을 설립했다.

"제3차 대각성 운동"은 1850년대 후반부터 1900년대까지 미국 역사에서 종교적 활동의 시기였다. 이는 경건주의 개신교 교파에 영향을 미쳤고 강한 사회 활동의 감각을 지녔다. 이는 그리스도의 재림이 인류가 온 지구를 개혁한 후에 올 것이라는 후천년설 신학에서 힘을 얻었다. 사회복음주의 운동은 대각성 운동에서 힘을 얻었으며, 세계 선교 운동도 마찬가지였다. 성결 운동, 나사렛 교회 운동, 크리스천 사이언스와 같은 새로운 집단들이 나타났다. 중요한 인물로는 D. L. 무디, 아이라 D. 생키, 윌리엄 부스와 캐서린 부스 (구세군 창립자), 찰스 H. 스펄전, 제임스 코피 등이 있다. 허드슨 테일러는 중국내지선교회를 시작했고 토머스 존 바나도는 고아원을 설립했다. 케직 사경회 운동은 영국 성결 운동에서 시작되어 거룩함, 연합, 기도의 생활 방식을 장려했다.
메리 베이커 에디는 크리스천 사이언스를 도입하여 전국적인 추종을 얻었다. 1880년에 구세군 교단이 미국에 도착했다. 비록 그 신학이 제2차 대각성 운동 동안 표명된 이상에 기반을 두었지만, 빈곤에 대한 그들의 초점은 제3차 대각성 운동의 것이었다. 윤리문화협회는 1876년 뉴욕에서 펠릭스 애들러에 의해 설립되었으며, 개혁 유대인 고객층을 끌어모았다. 찰스 테이즈 러셀은 현재 여호와의 증인으로 알려진 성서 연구생 운동을 설립했다.
시카고의 제인 애덤스의 헐 하우스를 중심으로, 정착촌 운동과 사회 복지라는 직업은 레프 톨스토이의 기독교 이상주의 재해석에 깊은 영향을 받았다. 북미에서 이 각성에서 마지막으로 나타난 그룹은 오순절주의였는데, 이는 감리교, 웨슬리안, 성결 운동에 뿌리를 두고 있으며 1906년 로스앤젤레스의 아주사 거리 부흥에서 시작되었다. 오순절주의는 나중에 은사 운동으로 이어질 것이다.

## 20세기
20세기의 개신교는 가속화되는 파편화가 특징이었다. 세기에는 자유주의 및 보수주의 분열 집단이 부상했으며, 서구 사회의 전반적인 세속화가 이루어졌다. 로마 가톨릭교회는 현대화를 위해 많은 개혁을 단행했다. 선교사들은 또한 극동 지역에도 진출하여 중화인민공화국, 중화민국, 한국, 일본에 추가적인 추종자를 확보했다. 동시에 공산주의 동유럽과 소련의 국가 주도 무신론은 많은 동방 정교회 기독교인들을 서유럽과 미국으로 이끌어 서방 기독교와 동방 기독교 간의 접촉을 크게 증가시켰다. 그럼에도 불구하고, 교회 출석률은 동유럽보다 서유럽에서 더 많이 감소했다. 교회 일치 운동은 1910년 에든버러 선교 회의에서 시작하여 중요성이 커졌으며, 제2차 바티칸 공의회 (1962년–1965년) 이후 가속화되었다. 전례 운동은 가톨릭과 개신교 기독교, 특히 성공회에서 중요해졌다.
20세기에 성장한 또 다른 운동은 교회, 국가 또는 하느님 외의 어떠한 권위도 거부하는 기독교 아나키즘이었다. 그들은 보통 절대적인 비폭력을 믿는다. 레프 톨스토이의 1894년 출판된 책 하느님의 나라는 네 안에 있다는 이 운동의 촉매제로 여겨진다. 그러나 그 극단적인 정치적 견해 때문에 그 호소력은 주로 고학력자, 특히 과거 인본주의적 정서를 가진 사람들에게 제한되었다. 기독교 아나키스트들의 제도주의에 대한 철저한 혐오 또한 이 철학이 대규모로 수용되는 것을 방해했다.
1950년대에는 미국에서 복음주의 교회가 호황을 누렸다. 제2차 세계 대전 이후 미국이 경험한 번영은 교회에도 영향을 미쳤다. 비록 "형태론적 근본주의"로 단순화되어 불리지만, 이 구절은 경험된 물리적 발전을 정확하게 묘사한다. 교회 건물은 대량으로 건설되었고, 복음주의 교회의 활동은 이러한 확장적인 물리적 성장과 함께 성장했다.

### 오순절 운동

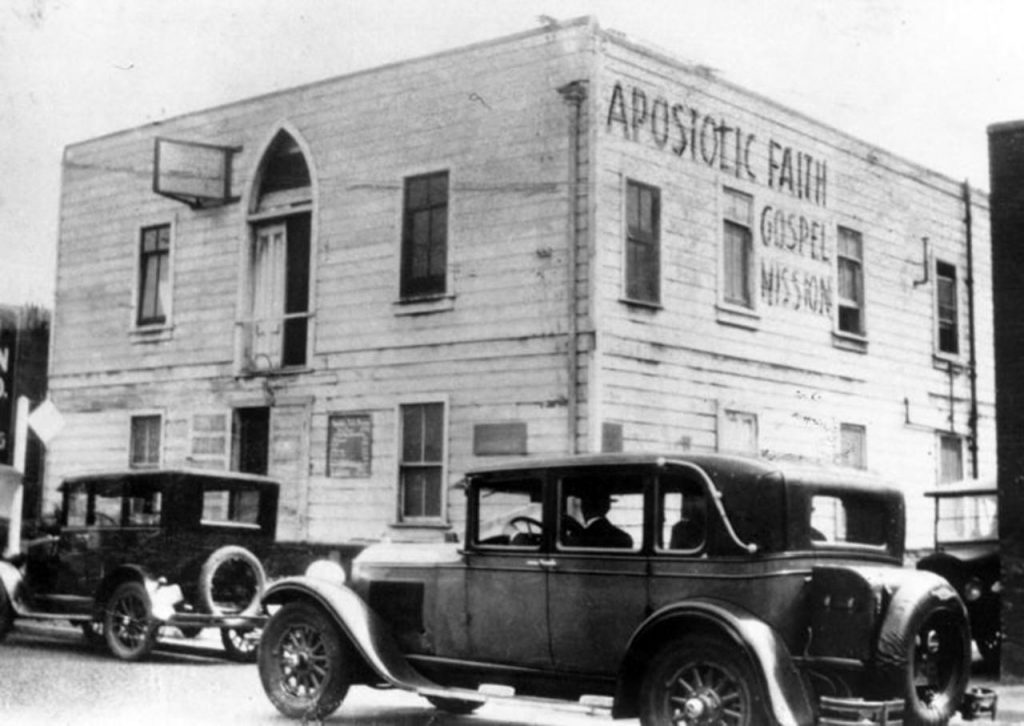
로스앤젤레스 아주사 거리의 사도적 믿음 선교회. 현재 오순절주의의 발상지로 여겨진다.

20세기 기독교의 또 다른 발전은 현대 오순절주의 운동의 부상이었다. 비록 그 뿌리는 1900년 이전으로 거슬러 올라가지만, 실제적인 탄생은 일반적으로 20세기로 여겨진다. 감리교와 웨슬리안 뿌리에서 시작되었으며, 캘리포니아 로스앤젤레스의 아주사 거리 도시 선교회에서의 모임에서 비롯되었다. 그곳에서 하느님의 기적적인 움직임으로 믿었던 것을 경험한 사람들에 의해 전 세계로 퍼져나갔다. 이러한 오순절과 같은 현상은 미국에서 시작된 두 번의 대각성 운동에서 볼 수 있듯이 기독교 역사 전반에 걸쳐 꾸준히 나타났다. 그러나 아주사 거리는 현대 오순절 운동의 근원으로 널리 인정받고 있다. 오순절주의는 기존 교단 내에서 은사 운동을 탄생시켰고, 서방 기독교에서 계속 중요한 세력으로 남아있다.

### 모더니즘, 근본주의, 신정통주의
특히 19세기 계몽시대의 과학적, 문화적 영향이 개신교 교회에 더 급진적인 의미로 느껴지기 시작하면서, 19세기 독일의 수많은 신학자들에 의해 대표되는 자유주의 신학은 교회를 모더니즘이 대표하는 광범위한 혁명과 함께 나아가게 하려고 노력했다. 그렇게 함으로써 성경에 대한 새로운 비판적 접근 방식이 개발되었고, 사회에서 종교의 역할에 대한 새로운 태도가 분명해졌으며, 거의 보편적으로 받아들여지던 기독교 정통주의 정의에 의문을 제기하는 새로운 개방성이 명백해지기 시작했다.

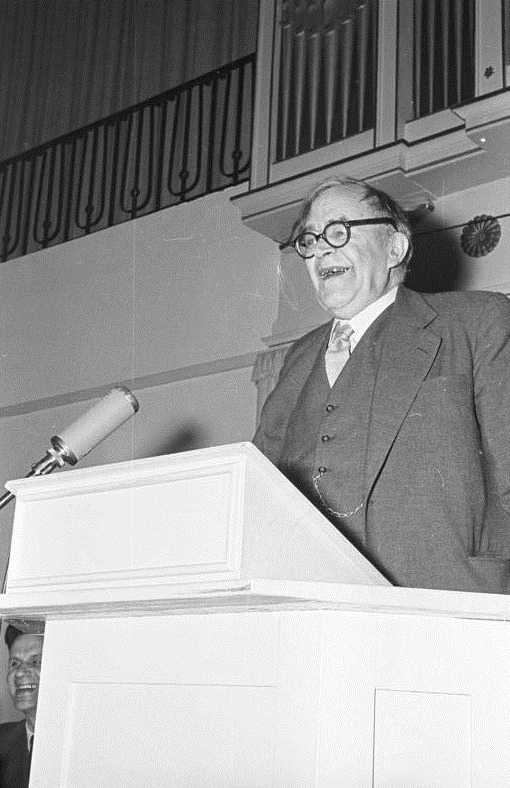
칼 바르트는 종종 20세기 가장 위대한 개신교 신학자로 여겨진다.

이러한 발전에 대한 반응으로, 기독교 근본주의는 기독교 신앙에 영향을 미치고 있던 철학적 인본주의의 급진적인 영향을 거부하려는 운동이었다. 특히 성경 해석에 대한 비판적 접근 방식에 초점을 맞추고, 무신론적 과학적 가정이 교회에 침투하는 것을 막으려 하면서, 근본주의자들은 역사적 기독교로부터 멀어지는 흐름에 대한 저항의 다양한 독립적인 운동으로 다양한 교단에서 나타나기 시작했다. 시간이 지남에 따라 근본주의 복음주의 운동은 두 가지 주요 분파로 나뉘었는데, 한 분파는 근본주의라는 명칭을 따랐고, 다른 분파는 더 온건한 운동의 선호되는 기치가 되었다. 두 운동 모두 주로 영어권 세계에서 시작되었지만, 복음주의자들의 대다수는 이제 세계의 다른 지역에 살고 있다.
자유주의나 근본주의보다 덜 대중적인 세 번째 선택은 신정통주의 운동이었는데, 이 운동은 일반적으로 자유주의보다 성경에 대한 높은 견해를 가지고 있었지만, 기독교 신앙의 주요 교리를 성경 영감에 대한 정확한 이론에 묶지는 않았다. 오히려 이 진영의 사상가들은 자유주의자와 보수주의자 간의 그러한 사소한 논쟁을 기독교 제자의 의무로부터 위험한 방해로 비난했다. 이 사상 분파는 20세기 초, 독일에서 제3제국의 부상과 그에 따른 제2차 세계 대전 전후 유럽의 정치적, 교회적 불안정이라는 맥락에서 나타났다. 신정통주의의 고도로 맥락적이고 변증법적인 논증 및 추론 방식은 종종 미국 사상가와 성직자들에게 그 주요 전제를 이해할 수 없게 만들었으며, 이는 종종 비현실적이라고 일축되거나 지배적인 좌파 또는 우파 신학적 틀에 편입되었다. 스위스의 개혁주의 목사이자 교수인 칼 바르트는 쇠렌 키르케고르와 프란츠 오버베크와 같은 이들이 제기한 기존 (주로 모더니스트) 개신교 사상에 대한 이전 비판을 활용하여 이 운동을 시작했다. 아돌프 히틀러 정권을 전복하려는 시도에 가담했다는 혐의로 나치에 의해 살해된 디트리히 본회퍼는 이 사상 학파를 따랐다. 그의 고전 제자도의 댓가는 신정통주의 입장을 가장 잘 알려주고 접근 가능한 진술일 것이다.

### 복음주의

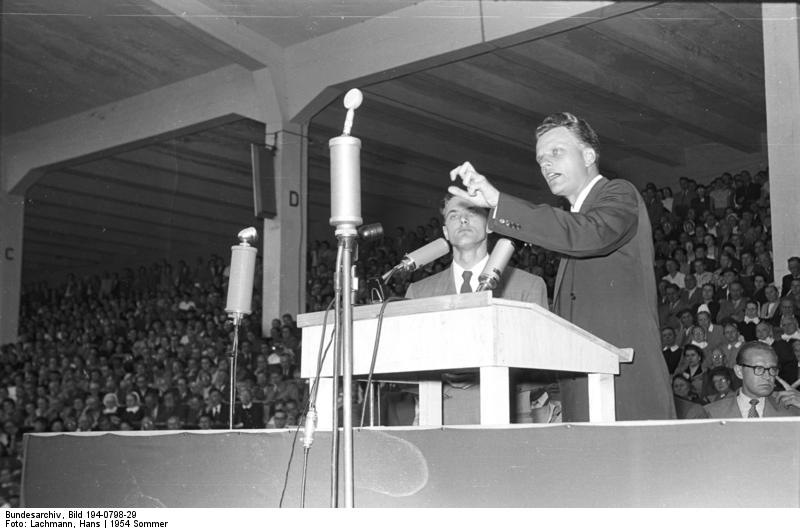
저명한 복음주의 부흥가 중 한 명인 빌리 그레이엄이 1954년 독일 뒤스부르크에서 설교하고 있다.

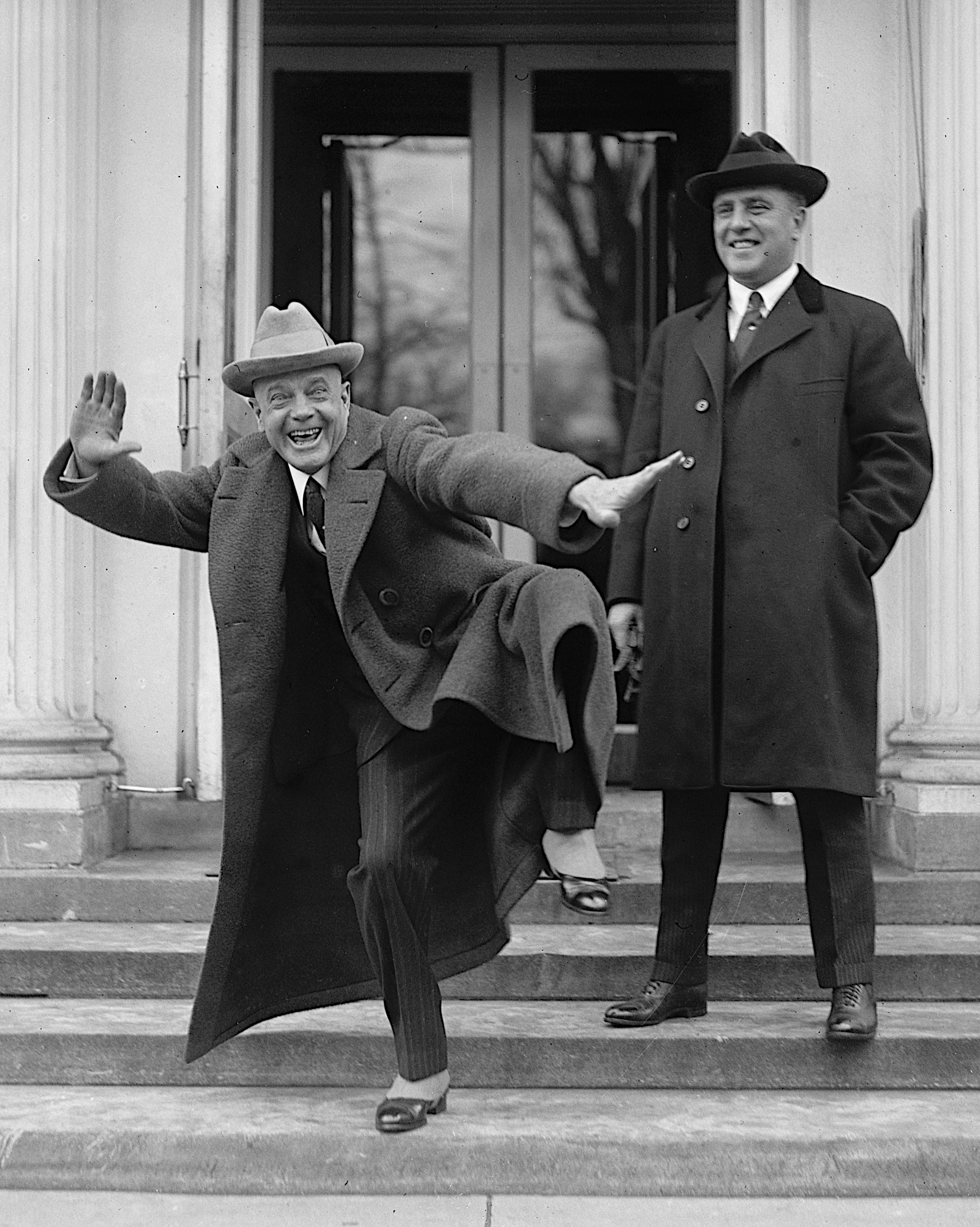
1922년 워싱턴 D.C. 백악관의 빌리 선데이

미국 및 전 세계적으로 복음주의 개신교 교단, 특히 더 순수하게 복음주의적인 교단에서 현저한 성장이 있었고, 이에 상응하여 주류 자유주의 교회는 쇠퇴했다. 제1차 세계 대전 이후 시대에는 자유주의 신학이 미국 교회에서 더 빠르게 성장하는 부문이었다. 교단의 자유주의적 날개는 성장하고 있었고, 상당수의 신학교도 자유주의적 관점을 가지고 가르쳤다. 제2차 세계 대전 이후 시대에는 미국의 신학교와 교회 구조에서 보수 진영으로 다시 돌아오는 경향이 시작되었다. 신학교 및 기타 신학 관련 대학원 프로그램에 입학하는 사람들은 이전 평균보다 더 보수적인 성향을 보였다.
1940년대와 1950년대의 신복음주의 운동은 광범위한 영향력을 계속 행사하는 운동을 낳았다. 미국 남부에서는 빌리 그레이엄과 같은 지도자들로 대표되는 더 온건한 신복음주의자들이 근본주의의 강단 두드리는 시골 목사라는 고정관념을 대체하며 눈에 띄게 급증했다. 고정관념은 점차 바뀌었다. 제리 폴웰과 같은 일부 인사들은 많은 근본주의자들의 눈에 신뢰를 유지하면서도 더 온건한 복음주의자로서 위상을 얻었다.

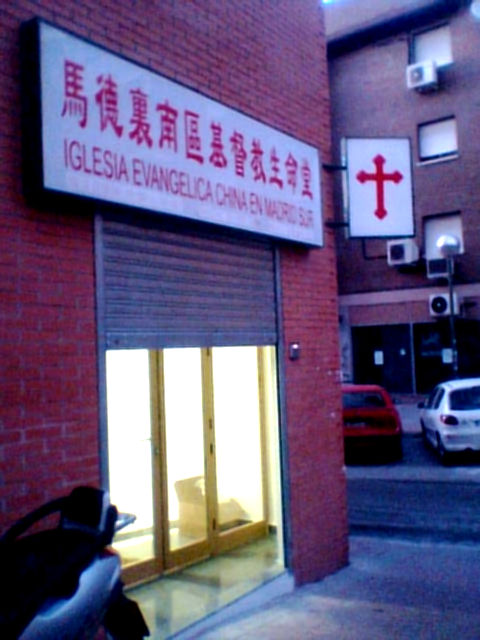
마드리드에 있는 중국 복음주의 교회. 복음주의는 현재 개신교가 성장하는 주요 동력이며, 특히 글로벌 사우스에서 그렇다.

복음주의는 단일하고 획일적인 실체가 아니다. 복음주의 교회와 그 추종자들은 쉽게 고정관념화될 수 없다. 대부분은 이 용어가 대표하게 된 좁은 의미의 근본주의자는 아니지만, 많은 이들은 여전히 자신을 그렇게 지칭한다. 비복음주의자들과의 협력 개방성, 성경이 정치적 선택과 사회적 또는 과학적 문제에 적용되는 방식, 심지어 성경의 제한적 무오류성 등 다양한 문제에 대해 항상 다양한 견해가 존재해 왔다.
그러나 이 운동은 비공식적으로, 역사적 기독교 신앙, 즉 일부 학자들이 말하는 고전정통주의를 고수하는 이들을 위해 복음주의라는 이름을 확보하는 데 성공했다. 자신을 "온건 복음주의자"라고 부르는 이들(전체 사회와 관련하여 보수적으로 간주되지만)은 여전히 역사적 기독교 신앙의 근본 교리를 고수한다. 심지어 "자유주의" 복음주의자들조차 자신을 그렇게 부르는 것은 그들의 신학적 관점보다는, 시민, 사회 또는 과학적 관점에서 진보적임을 알리기 위함이다.
오순절주의자들이 복음주의자로 간주되는지에 대한 논쟁이 있다. 그들의 경건주의와 성결 운동의 뿌리는 의심할 여지 없이 복음주의적이지만, 그들의 교리적 특징은 더 전통적인 복음주의자들과 다르다. 전통적인 복음주의자들은 하느님으로부터의 사적인 계시를 기대하는 경향이 적고, 기적, 천사, 악마에 대한 오순절주의적 관점과 다르다. 일반적으로 오순절주의자들을 복음주의 진영에 포함시키는 사람들은 그렇지 않은 사람들에 의해 신복음주의자로 불린다. 전미 복음주의 협회와 복음주의 연맹은 회원으로 수많은 삼위일체 오순절 교단을 포함하고 있다. 복음주의권 내에서 폭넓은 수용을 얻은 비교적 늦게 합류한 또 다른 단체는 제칠일안식일예수재림교회이다.
복음주의자들은 빌리 그레이엄, 척 콜슨, 존 버넌 매기, 존 맥아더, 제임스 패커, 존 스토트, 팻 로버트슨, 지미 카터 등 그 이름만큼이나 다양하다—또는 달라스 신학교, 고든 콘웰 신학교, 트리니티 신학교, 마스터스 신학교 (캘리포니아), 휘튼 칼리지, 기독교 연합 (예루살렘) 등 복음주의 기관들도 마찬가지다. 전 세계 복음주의 공동체에는 다양성이 존재하지만, 모든 복음주의자들을 묶는 유대감은 여전히 분명하다. 여기에는 성경에 대한 높은 견해, 그리스도의 신성, 삼위일체, 오직 은혜로만 오직 믿음으로만 구원, 그리스도의 육체적 부활 등이 포함되지만 이에 국한되지 않는다.

### 세속주의 확산
유럽

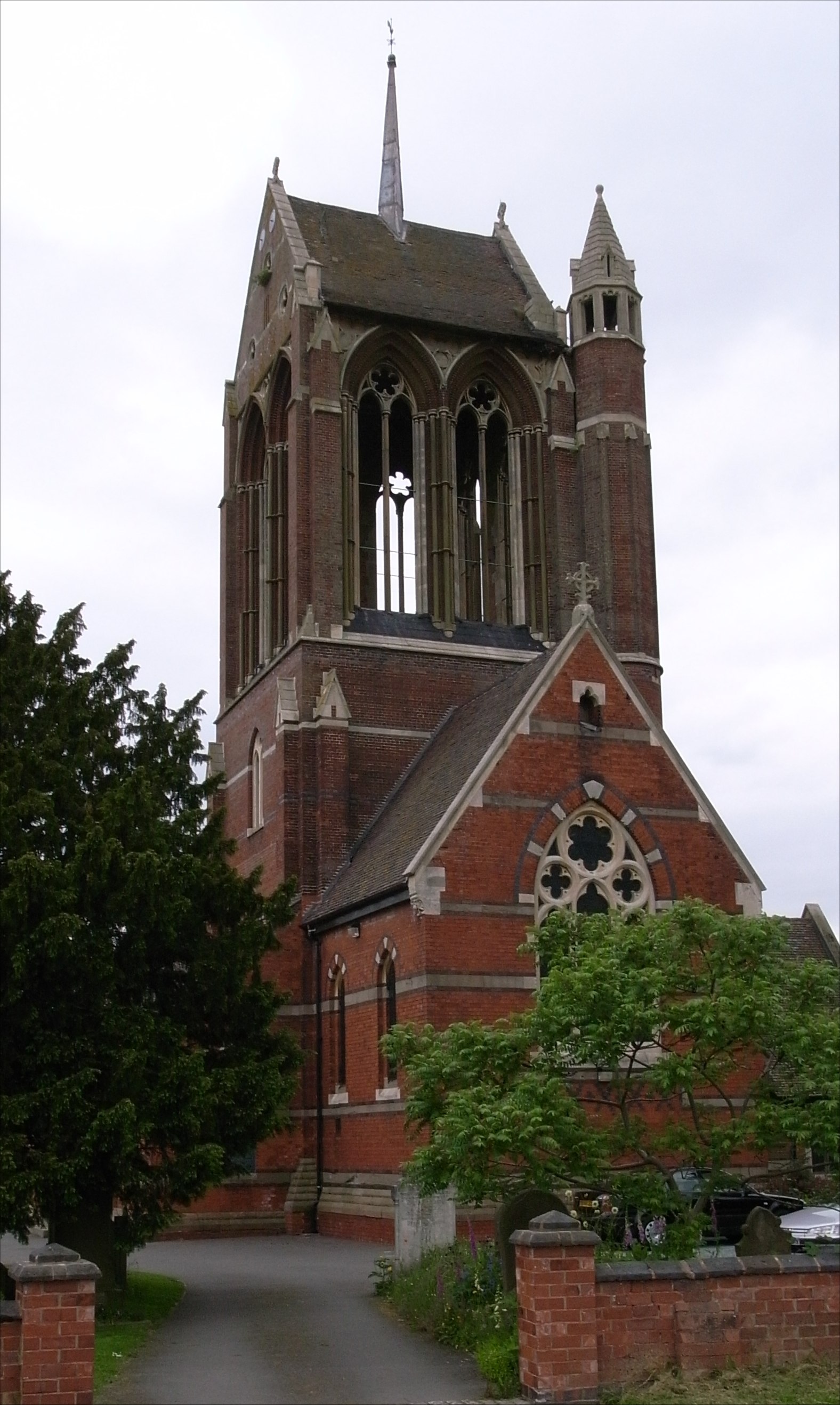
위솔의 성 마리아 교회는 현재 전기 회사로 사용되고 있다. 서방 세계에서 세속주의가 확산되면서 교회들은 새로운 용도를 찾고 있다.

유럽에서는 종교적 의례와 기독교 가르침에 대한 믿음에서 벗어나 세속주의로 향하는 일반적인 움직임이 있었다. 계몽시대와 그 이후 시대로 거슬러 올라가는 "사회의 세속화"는 세속주의 확산의 주된 원인이다. 예를 들어, 갤럽 국제 밀레니엄 설문조사 에 따르면 유럽인 중 약 6분의 1만이 정기적으로 종교 예배에 참석하며, 절반 미만이 하느님께 "높은 중요성"을 부여하고, 약 40%만이 "개인적인 하느님"을 믿는 것으로 나타났다. 그럼에도 불구하고 대다수는 자신이 특정 교파에 "소속"되어 있다고 생각했다.
아메리카 대륙과 오스트레일리아
북아메리카, 남아메리카, 오스트레일리아와 같이 기독교가 지배적인 공언 종교인 나머지 세 대륙에서는 종교적 준수가 유럽보다 높다. 일반적으로 미국은 전반적인 문화에서 다른 서구 국가들에 비해 보수적인 경향이 있는데, 이는 주로 중서부 및 남부 주에서 발견되는 기독교적 요소 때문이다.
역사적으로 가톨릭이었던 남아메리카는 20세기에 해외 기독교 선교사들의 유입으로 인해 대규모 복음주의 및 오순절주의의 유입을 경험했다.

## 같이 보기
- 기독교 이단
- 기독교 연표

## 추가 자료
- Ahlstrom, Sydney E. A Religious History of the American People (1972, 2nd ed. 2004); widely cited standard scholarly history  excerpt and text search
- Chadwick, Owen. A History of Christianity (1995)
- Gilley, Sheridan,  and Brian Stanley, eds. The Cambridge History of Christianity: Volume 8, World Christianities c.1815-c.1914 (2006) excerpt
- González, Justo L. (1984). 《The Story of Christianity: Vol. 1: The Early Church to the Reformation》. San Francisco: Harper. ISBN 0-06-063315-8.
- González, Justo L. (1985). 《The Story of Christianity, Vol. 2: The Reformation to the Present Day》. San Francisco: Harper. ISBN 0-06-063316-6.
- Hastings, Adrian (1999). 《A World History of Christianity》. Wm. B. Eerdmans Publishing. ISBN 0-8028-4875-3.
- Latourette, Kenneth Scott (1975). 《A History of Christianity, Volume 1: Beginnings to 1500 (Revised)》. San Francisco: Harper. ISBN 0-06-064952-6.
- Latourette, Kenneth Scott (1975). 《A History of Christianity, Volume 2: 1500 to 1975》. San Francisco: Harper. ISBN 0-06-064953-4.
- Latourette, Kenneth Scott.  Christianity in a Revolutionary Age, I: The Nineteenth Century in Europe: Background and the Roman Catholic Phase; Christianity in a Revolutionary Age, II: The Nineteenth Century in Europe: The Protestant and Eastern Churches; Christianity in a Revolutionary Age, III: The Nineteenth Century Outside Europe: The Americas, the Pacific, Asia and Africa (1959–69), detailed survey by leading scholar
- Lippy, Charles H., ed.  Encyclopedia of the American Religious Experience (3 vol. 1988)
- Lynch, John. New Worlds: A Religious History of Latin America (2012)
- MacCulloch, Diarmaid. Christianity: The First Three Thousand Years (2011)
- MacCulloch, Diarmaid. The Reformation (2005)
- McLeod, Hugh. Religion and the People of Western Europe 1789–1989 (Oxford UP, 1997)
- McLeod, Hugh and Werner Ustorf, eds. The Decline of Christendom in Western Europe, 1750-2000 (Cambridge UP, 2004) online
- Marshall, Peter. The Reformation: A Very Short Introduction (2009)
- Noll, Mark A. A History of Christianity in the United States and Canada (1992)
- Rosman, Doreen. The Evolution of the English Churches, 1500-2000 (2003) 400pp